# Iridium NEXT
Iridium NEXT — второе поколение коммуникационных спутников американской компании Iridium Communications Inc., призванное заменить спутниковую группировку космических аппаратов первого поколения Iridium. Спутники обеспечивают голосовую связь и передачу данных для мобильных устройств.
Разработкой спутников занималась французская компания Thales Alenia Space, итоговая сборка, интеграция и тестирование производилась уже в США, компанией Orbital ATK.
Всего изготовлен 81 аппарат, 75 из них запущены в космос (66 активных и 9 спутников орбитального резерва), остальные 6 останутся на Земле в качестве запасных.
Все спутники были выведены на орбиту в 2017—2019 гг., в ходе 8 запусков ракеты-носителя Falcon 9 компании SpaceX.
Общая стоимость проекта (разработка, изготовление, запуск, страховка, модернизация наземной инфраструктуры) составляет 2,9 млрд долларов США.

## Аппарат
Построен на базе космической платформы ELiTeBus компанией Thales Alenia Space. Масса каждого спутника составляет 860 кг. Размеры аппарата в сложенном состоянии — 3,1 × 2,4 × 1,5 м. Два разворачиваемых двухсегментных крыла арсенид-галлиевых солнечных батарей с размахом 9,4 м обеспечивают до 2,2 кВт электроэнергии.
Для маневрирования и удержания орбиты используются 8 гидразиновых двигателей с тягой 1 Н каждый, топливный бак вмещает 141 кг гидразина.
Ожидаемый срок службы спутников — 15 лет.
Новое поколение спутников полностью совместимо со спутниками первого поколения. Для связи между пользователями системы основная антенна спутника генерирует 48 радиолучей L-диапазона, охватывающих территорию диаметром 4700 км на поверхности Земли. Как и спутники первого поколения, Iridium NEXT будут поддерживать перекрёстную связь между соседними спутниками с помощью четырёх трансиверов Ka-диапазона. Ещё 2 трансивера будут поддерживать связь с наземными станциями.

### Дополнительная полезная нагрузка
Каждый спутник Iridium NEXT может нести стороннее дополнительное оборудование весом до 54 кг и средним энергопотреблением до 90 Вт. Оборудование будет помещено в специальный контейнер AppStar производства компании Harris Corporations, размерами 30 × 40 × 70 см, при этом компания обеспечивает передачу получаемых данных по сети Iridium. Среди некоторых принятых проектов:
- ADS-B — система глобального наблюдения в реальном времени за авиатрафиком;
- AIS — глобальный мониторинг морского транспорта;
- GEOScan — система датчиков для исследования климата и окружающей среды[2].

## Орбита
Рабочие орбиты спутников Iridium NEXT находятся на низкой околоземной орбите, на высоте 780 км с наклонением 86,4° и периодом обращения около 100 минут, в шести орбитальных плоскостях по 11 аппаратов в каждой.
Запасные спутники будут располагаться на орбите высотой 667 км.
Новые спутники по мере запуска будут постепенно заменять спутники первого поколения; старые спутники будут сводить с орбиты с последующим сгоранием их в атмосфере.

## История
2 июня 2010 года компания Thales Alenia Space была выбрана основным разработчиком и производителем для нового поколения спутников Iridium. Сумма контракта составила 2,1 млрд долларов на создание 81 аппарата.
Поскольку некоторые технологии спутника не могут быть экспортированы, финальная сборка и тестирование планировалось проводить в США (предварительно велись переговоры с компанией Ball Aerospace & Technologies Corp.).
16 июня 2010 года был анонсирован контракт на сумму 492 млн долларов с компанией SpaceX. Кроме запуска спутников, контракт предусматривает создание компанией специального диспенсера для одновременного запуска нескольких аппаратов. Ориентировочно, первый запуск намечался на 2015 год, завершить вывод спутниковой группировки планировалось до конца 2017 года. Изначально намечались 8 запусков ракеты-носителя Falcon 9 по 9 спутников каждый.
27 января 2011 года был подписан контракт с компанией Orbital Sciences Corporation (ныне Orbital ATK). Компания будет производить интеграцию и тестирование всех спутников Iridium NEXT на своём заводе в Гилберте, штат Аризона.
20 июня 2011 года было заключено соглашение с компанией Космотрас, производящей запуски ракеты-носителя «Днепр».
24 апреля 2013 года компания Harris Corporations выбрана ответственной за обеспечения функции дополнительной полезной нагрузки спутников Iridium NEXT. Также было анонсировано, что компания Aireon, совместное предприятие Iridium и канадского агентства Nav Canada, разместит на каждом аппарате оборудование ADS-B (англ. Automatic Dependent Surveillance–Broadcast) для обеспечения глобального мониторинга авиаперелётов. Эту информацию компания планирует продавать как коммерческим авиакомпаниям, так и правительственным агентствам, среди которых и Федеральное управление гражданской авиации США.
В марте 2015 компания Iridium сообщила, что из-за выявленных проблем с программным обеспечением запуск первых спутников откладывается на несколько месяцев. Ожидалось, что два первых аппарата будут запущены ракетой-носителем «Днепр» в октябре 2015 года, а затем будет произведено 7 запусков ракеты-носителя Falcon 9 со стартового комплекса SpaceX на авиабазе Ванденберг, по 10 спутников каждый. По договору со страховыми компаниями, после первого запуска те два спутника должны пройти 4-месячное тестирование на орбите, перед началом вывода основной группировки.
В июне 2015 года Harris Corp. сообщила о начале партнёрства с канадской компанией exactEarth, предполагающем размещение на 58 спутниках Iridium NEXT терминалов системы AIS (англ. Automatic Identification System), предназначенных для мониторинга перемещения морского транспорта.
29 октября 2015 года было объявлено, что при тестировании первых двух спутников были выявлены неполадки с модулем приёма/передачи сигнала Ka-диапазона, которые могут снизить производительность сигнала при пересылке на наземные станции. Thales Alenia Space сообщила, что проблема будет устранена, однако запуск первых спутников будет выполнен не ранее апреля 2016 года.
25 февраля 2016 года, руководитель компании Iridium Matthew J. Desch сообщил, что из-за бюрократических задержек с российской стороны с подтверждением лицензии на запуск ракеты-носителя «Днепр», первых запуск будет выполнен ракетой-носителем Falcon 9 с десятью спутниками в июле 2016 года; второй запуск Falcon 9 запланирован спустя 3 месяца, в октябре; остальные 5 запусков намечены на 2017 год с интервалом в 2 месяца. Увеличение грузоподъёмности ракеты-носителя позволило модифицировать контракт со SpaceX, с изначально планировавшихся восьми запусков до семи. Компания обязуется выполнить восьмой запуск в случае неудачи одной из миссий. Сумма обновлённого контракта — 468,1 млн долларов США.
Из-за процесса модернизации, проводимой с марта 2016 года, авиабаза Ванденберг была закрыта для запусков, что привело к переносу первого запуска Falcon 9 на 12 сентября 2016, а позже на 20 сентября.
2 августа 2016 года первые два спутника Iridium NEXT прибыли в сборочный ангар SpaceX на стартовом комплексе SLC-4E.
14 января 2017 года первые 10 спутников нового поколения был запущены, а 23 февраля первый аппарат был введён в эксплуатацию, заполнив пустующую позицию в шестой орбитальной плоскости.
31 января 2017 был анонсирован контракт на восьмой запуск ракеты-носителя Falcon 9, которым на орбиту выведут совместно 5 спутников Iridium NEXT и 2 спутника GRACE-FO для НАСА.
5 февраля 2019 года были введены в эксплуатацию два последних спутника Iridium NEXT, тем самым компания Iridium завершила формирование спутниковой группировки. Все коммуникационные сервисы переведены со спутников первого поколения на аппараты Iridium NEXT; оставшиеся старые спутники будут постепенно сведены с орбиты и сгорят в атмосфере.

## Запуски

### Iridium-1 (14 января 2017)

Логотип миссии запуска

Запуск был отложен в связи с взрывом ракеты Falcon 9 на стартовой площадке во время испытаний при подготовке к запуску спутника «Амос-6» и ожидался при возвращении ракеты к полётам.
Предстартовая процедура заполнения баков ракеты топливом была изменена на менее «агрессивную», заправка керосином началась за 70 минут, а жидким кислородом — за 45 минут до старта (до этого оба компонента топлива начинали заправлять 35 минут до запуска). Был добавлен дополнительный бак для сжатого гелия, что позволило повысить его (гелия) температуру, кроме того, гелий закачан в баллоны и стабилизирован под давлением до начала заправки топливных баков жидким кислородом.
Запуск первых 10 спутников Iridium NEXT состоялся 14 января 2017 года в 17:54 UTC ракетой-носителем Falcon 9 FT со стартового комплекса SLC-4E на базе Ванденберг. Успешная посадка первой ступени на плавающую платформу «Just Read the Instructions» произведена спустя около 8 минут после запуска.

Через 9 минут после запуска вторая ступень вышла на промежуточную орбиту, на 52 минуте полёта ступень выполнила короткое, 3-секундное зажигание двигателя для закругления орбиты. Отсоединение спутников началось спустя час после старта и производилось через каждые 100 секунд. 15 минут спустя все 10 спутников были отстыкованы. Спутники выведены на орбиту высотой 625 км, где будут проходить тестирование перед перемещением на рабочую орбиту, в шестой орбитальной плоскости, где на момент запуска функционировали только 10 из 11 спутников первого поколения. Согласно договору со страховыми компаниями, после запуска первых спутников должно пройти не менее 3 месяцев перед следующим запуском.

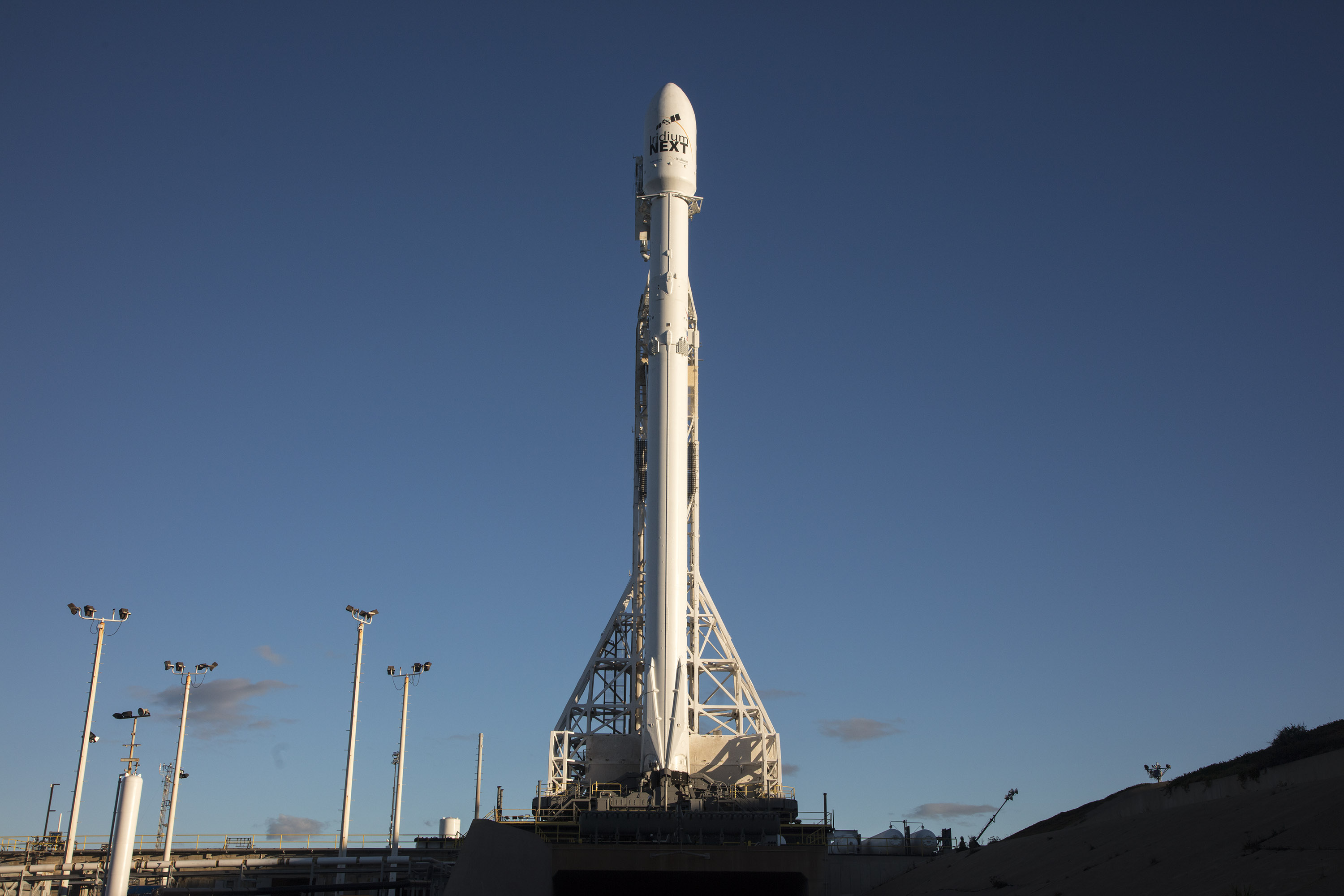
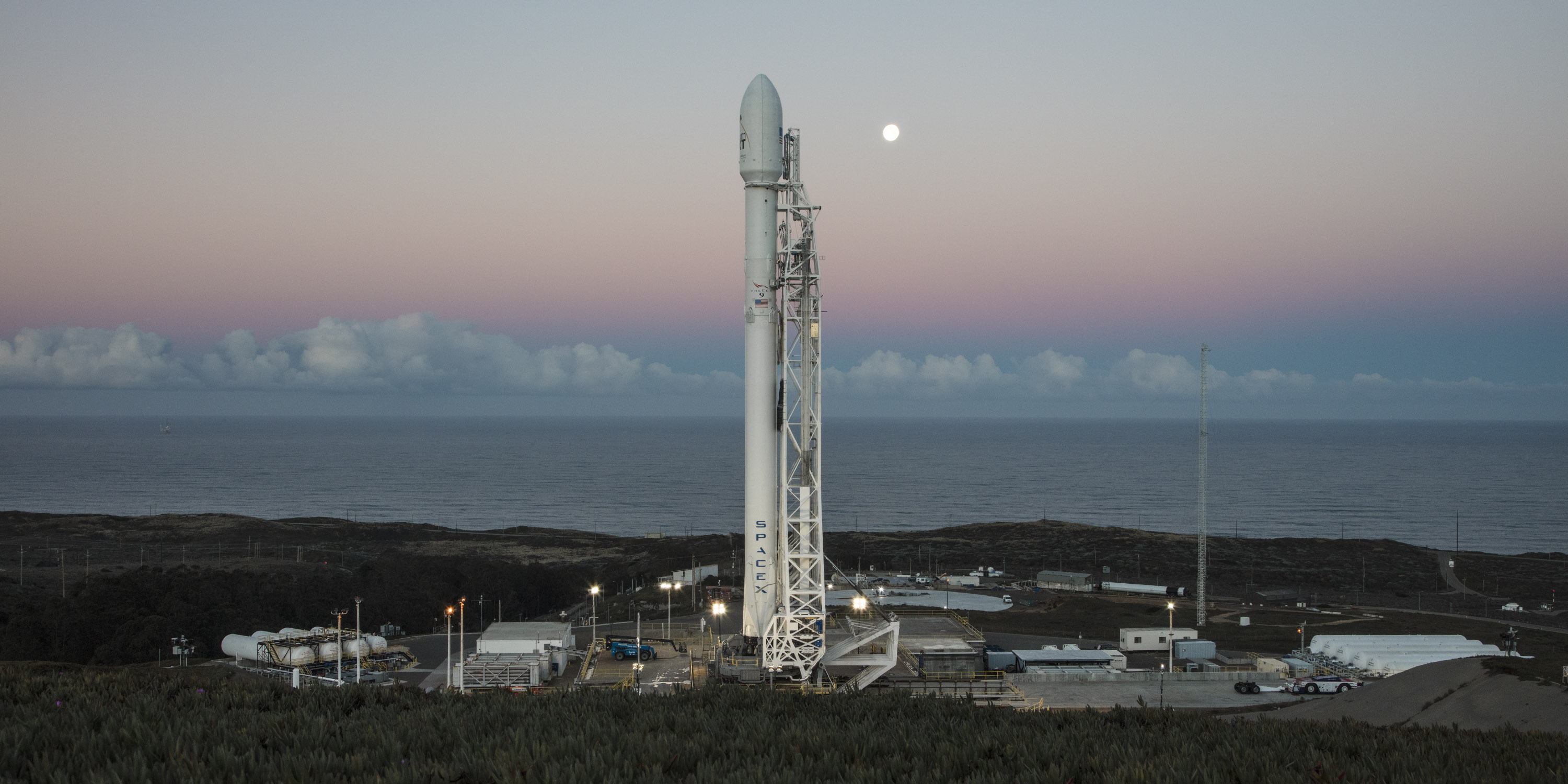
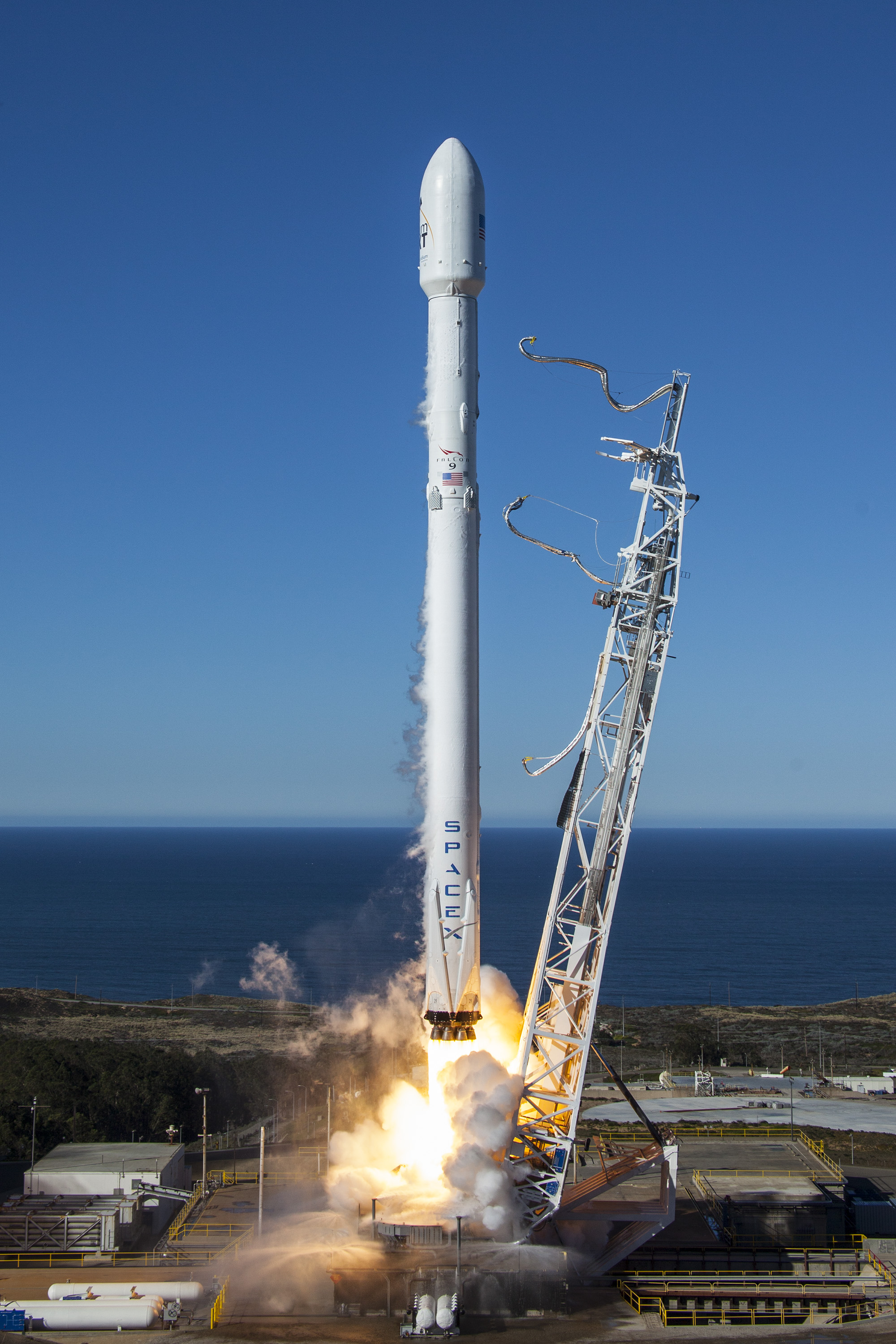

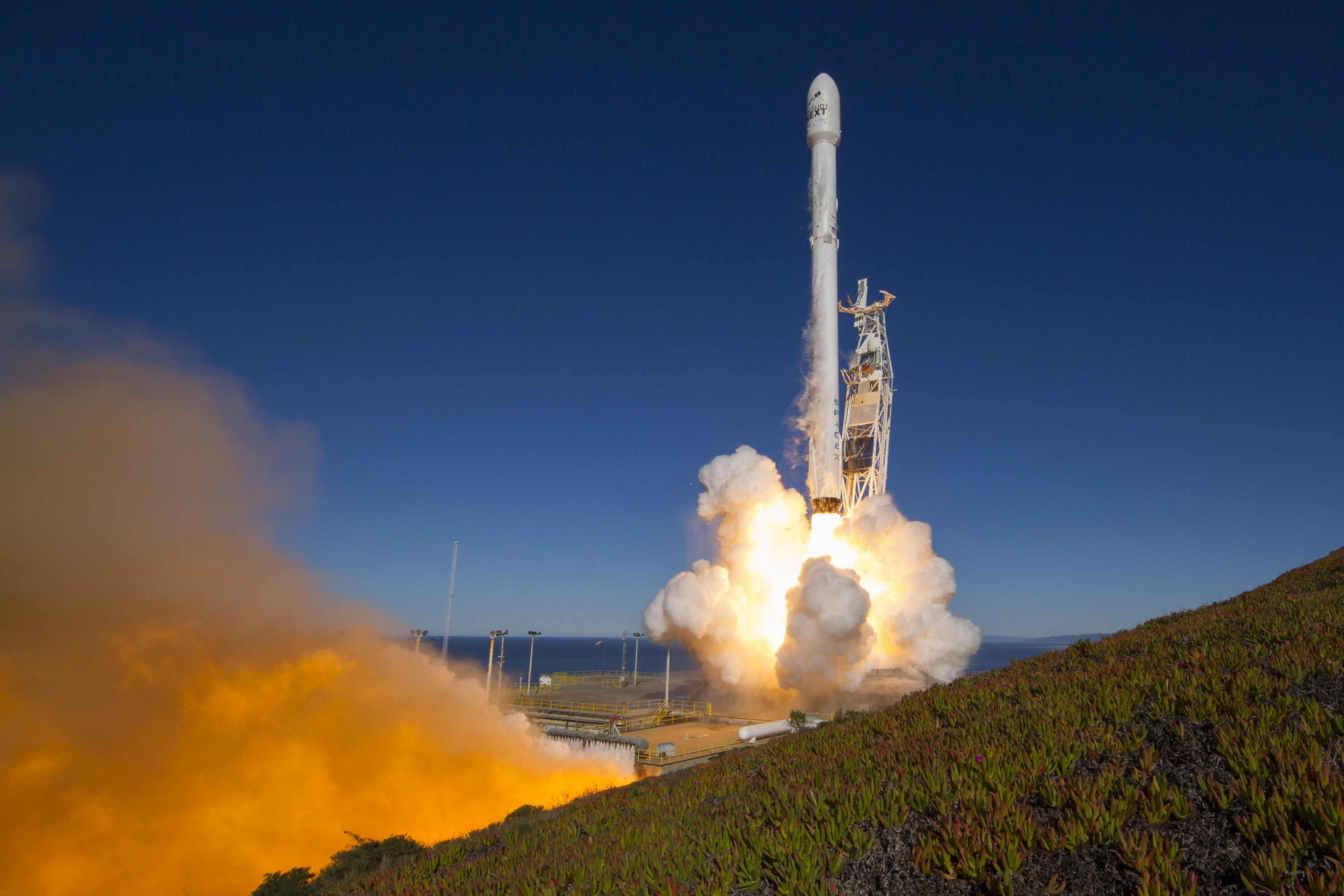
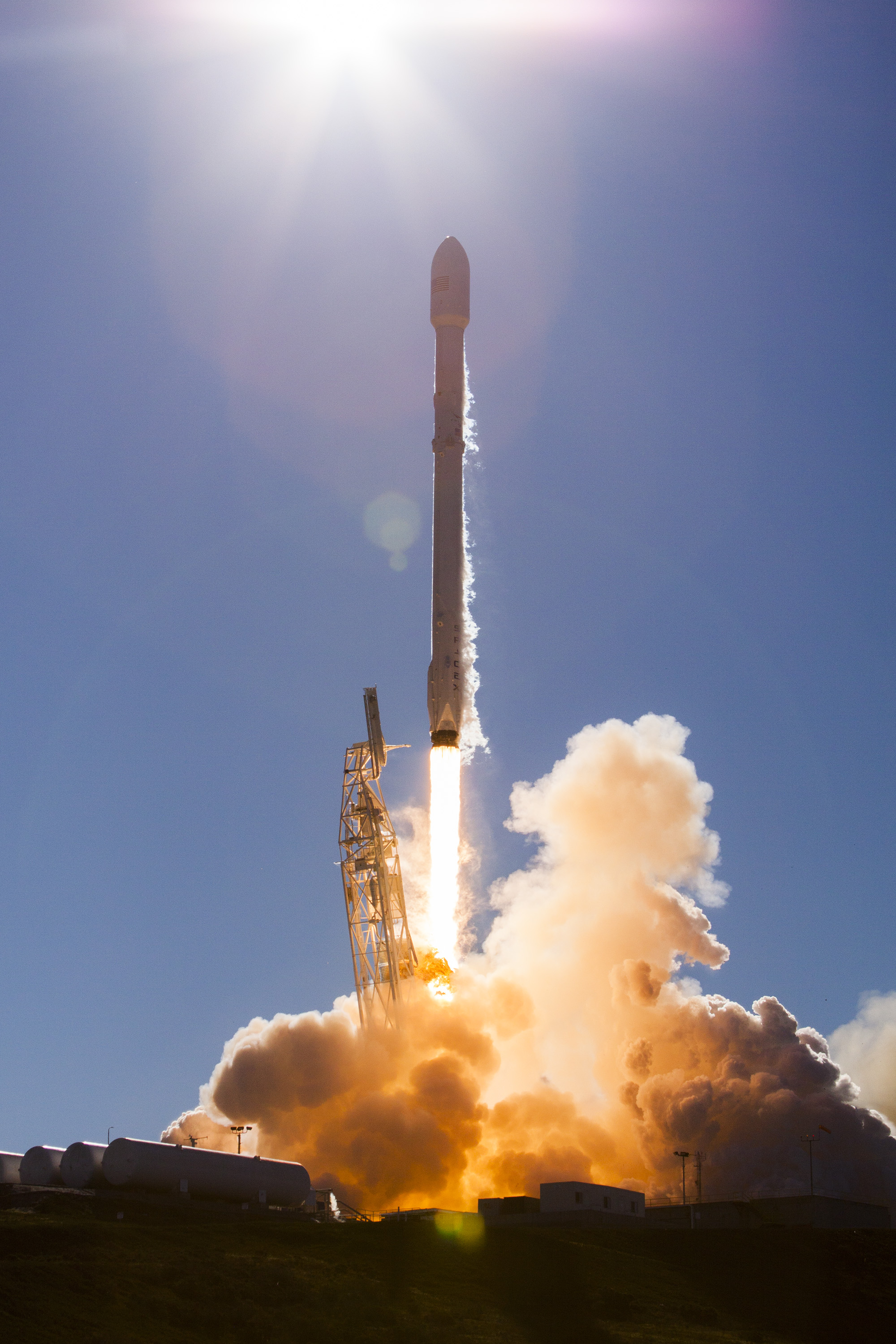
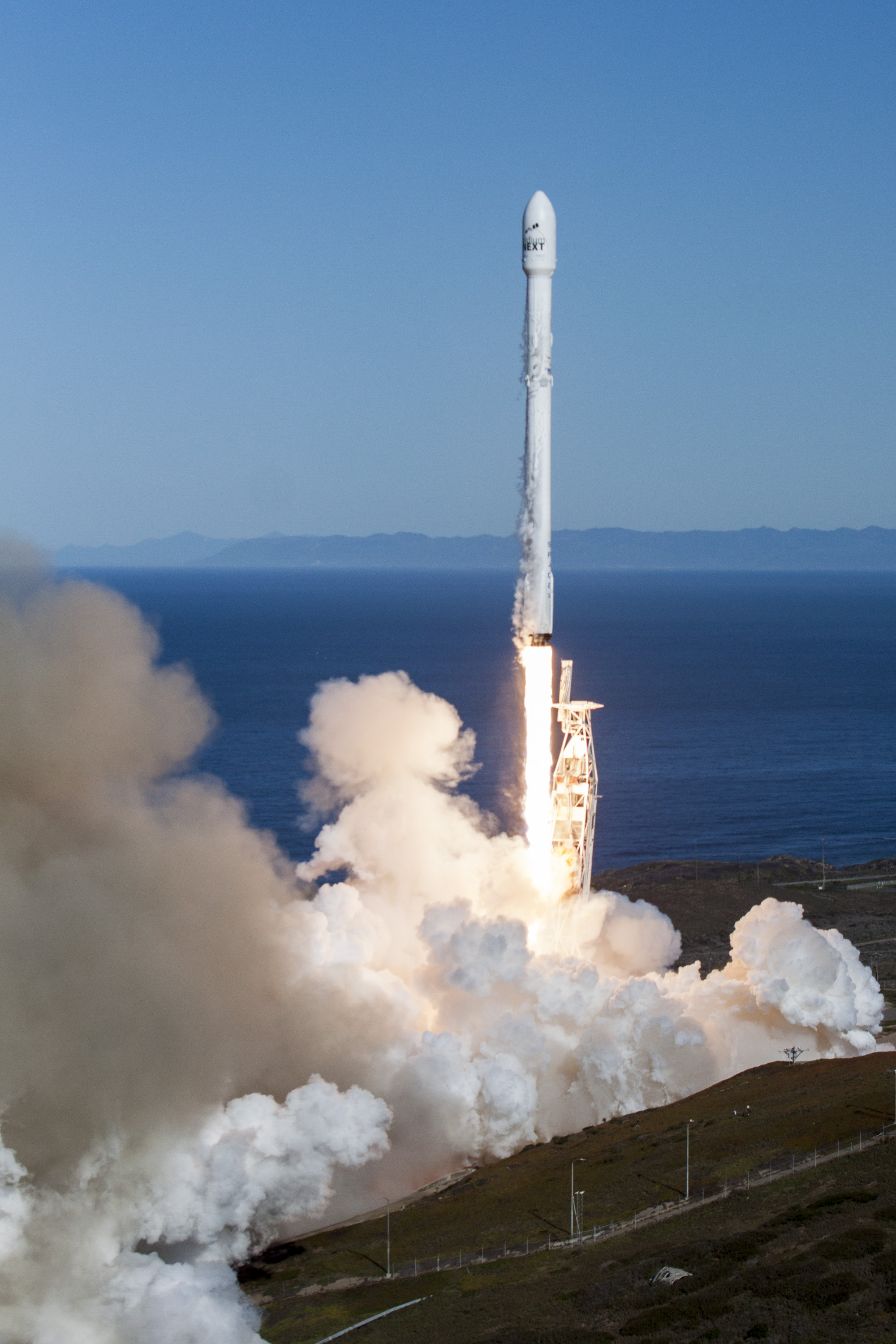
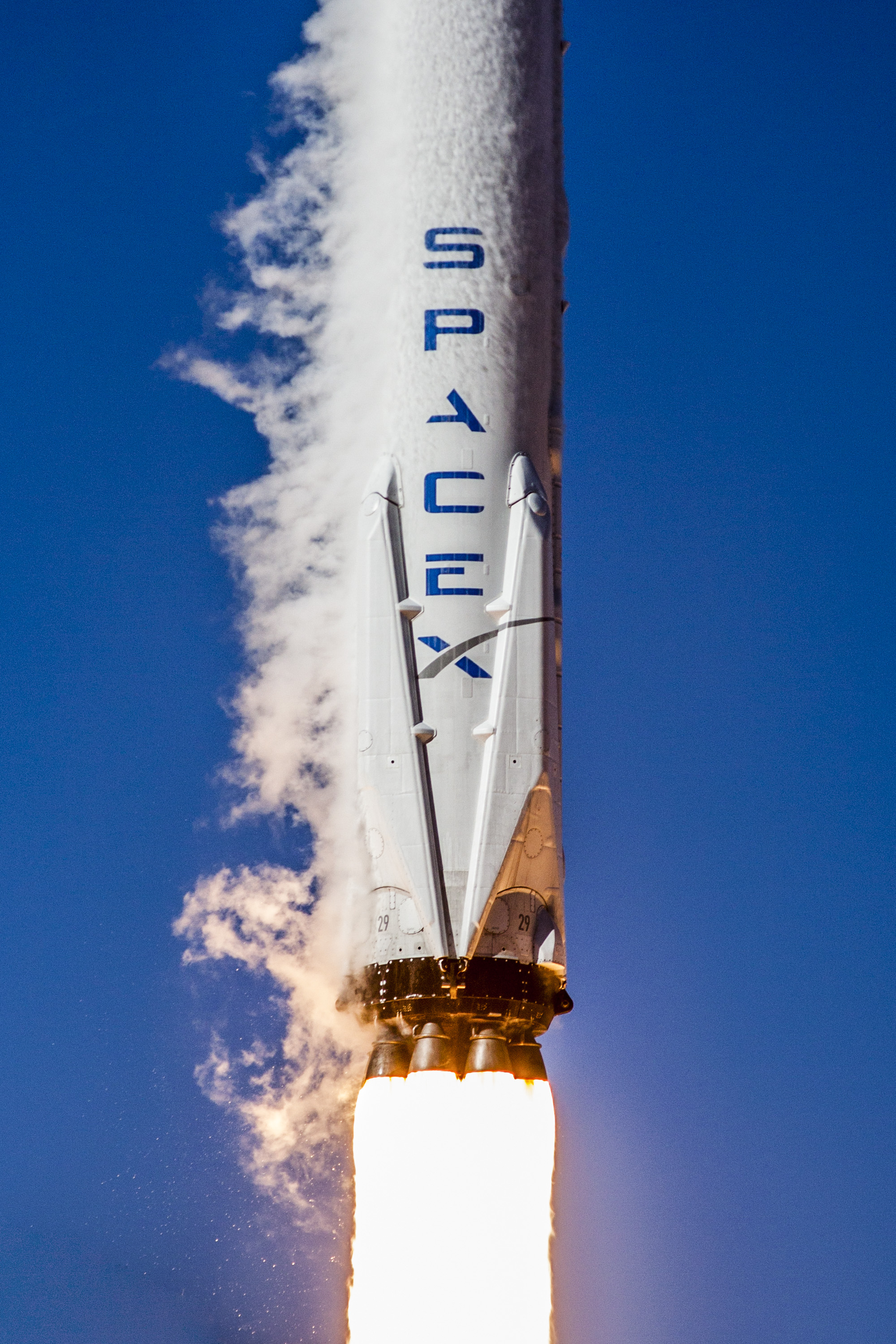

### Iridium-2 (25 июня 2017)
Второй запуск 10 спутников Iridium NEXT состоялся 25 июня 2017 года, в 20:25 UTC. Первая ступень выполнила успешную посадку на платформу «Just Read the Instructions». Через 72 минуты после запуска спутники выведены на орбиту высотой 625 км. Пять из них, после тестирования, будут введены в эксплуатацию в третьей орбитальной плоскости, ещё 4 будут медленно (порядка 10-11 месяцев) перемещаться во вторую орбитальную плоскость, где 3 спутника первого поколения приближаются к завершению срока своей службы. Ещё один аппарат будет перемещён в четвёртую плоскость.
Первый запуск ракеты-носителя Falcon 9 с решетчатыми рулями первой ступени, выполненными из титана. Новые рули немного длиннее и тяжелее своих алюминиевых предшественников, повышают возможности контроля ступени, выдерживают температуру без необходимости нанесения абляционного покрытия и могут быть использованы неограниченное количество раз, без межполётного обслуживания.

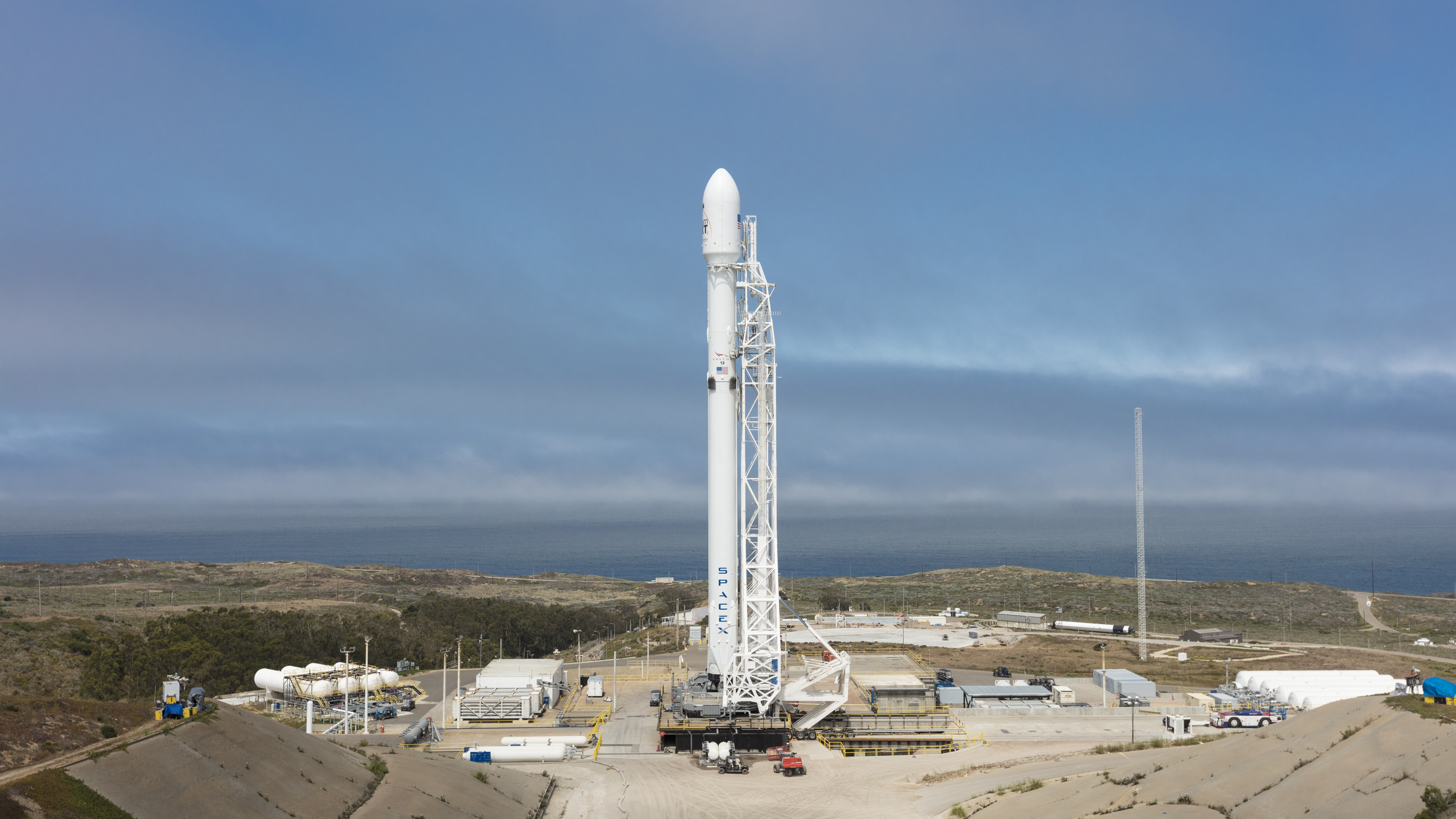
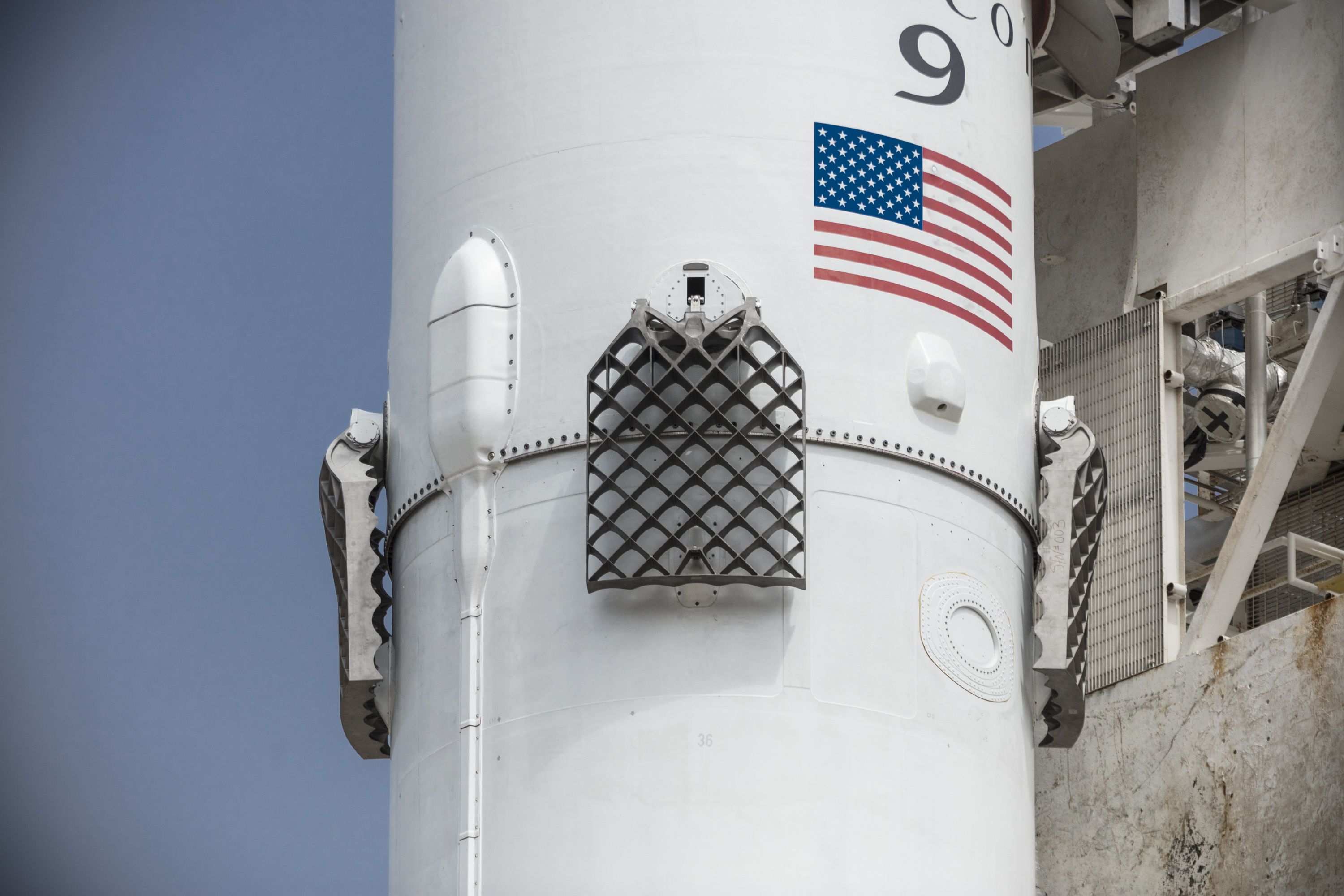
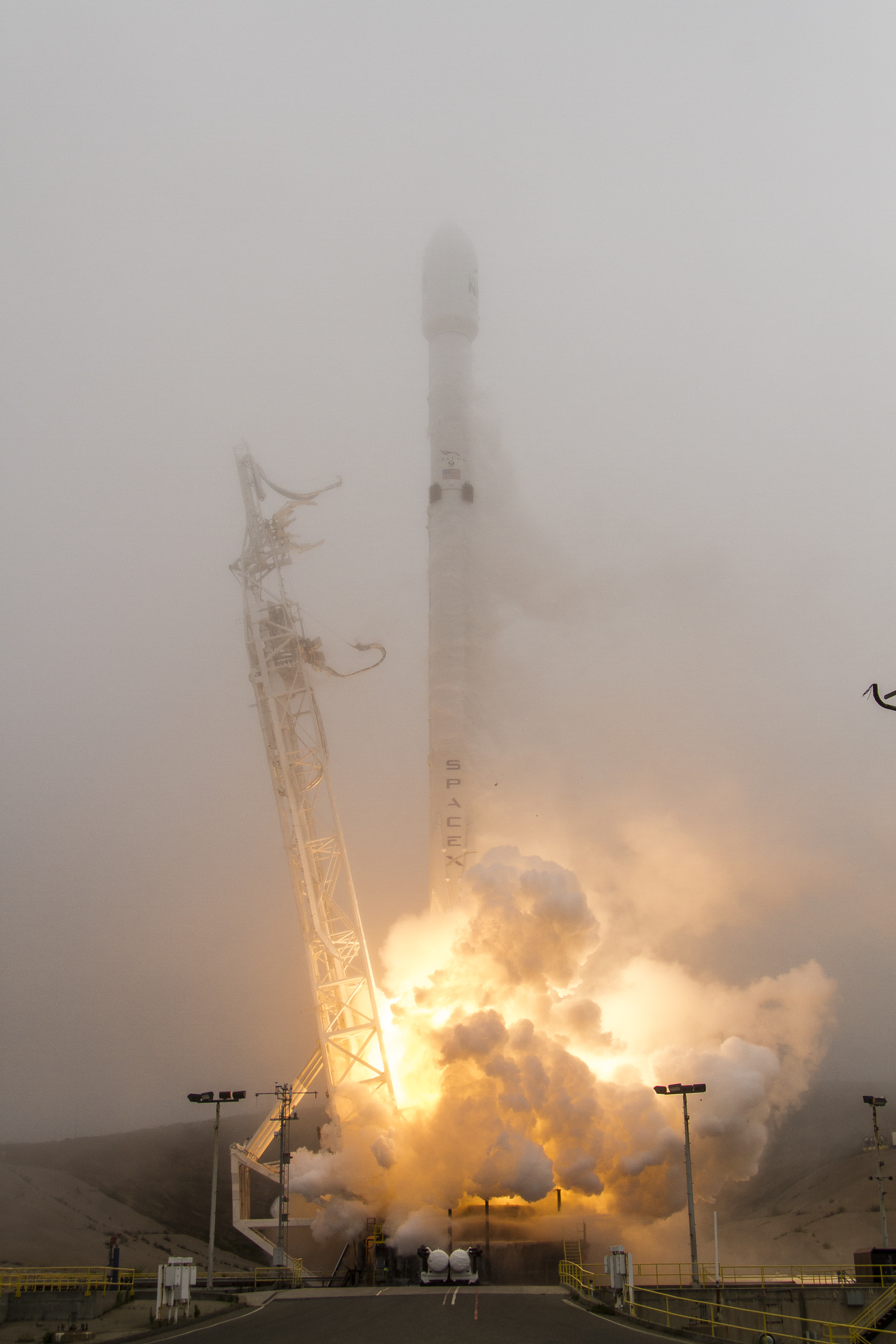

### Iridium-3 (9 октября 2017)
Третий запуск 10 спутников Iridium NEXT состоялся 9 октября 2017 года, в 20:25 UTC. Первая ступень успешно посажена на платформу «Just Read the Instructions», находящуюся в 244 км от стартовой площадки. Все 10 аппаратов выведены в четвёртую орбитальную плоскость спутниковой группировки.

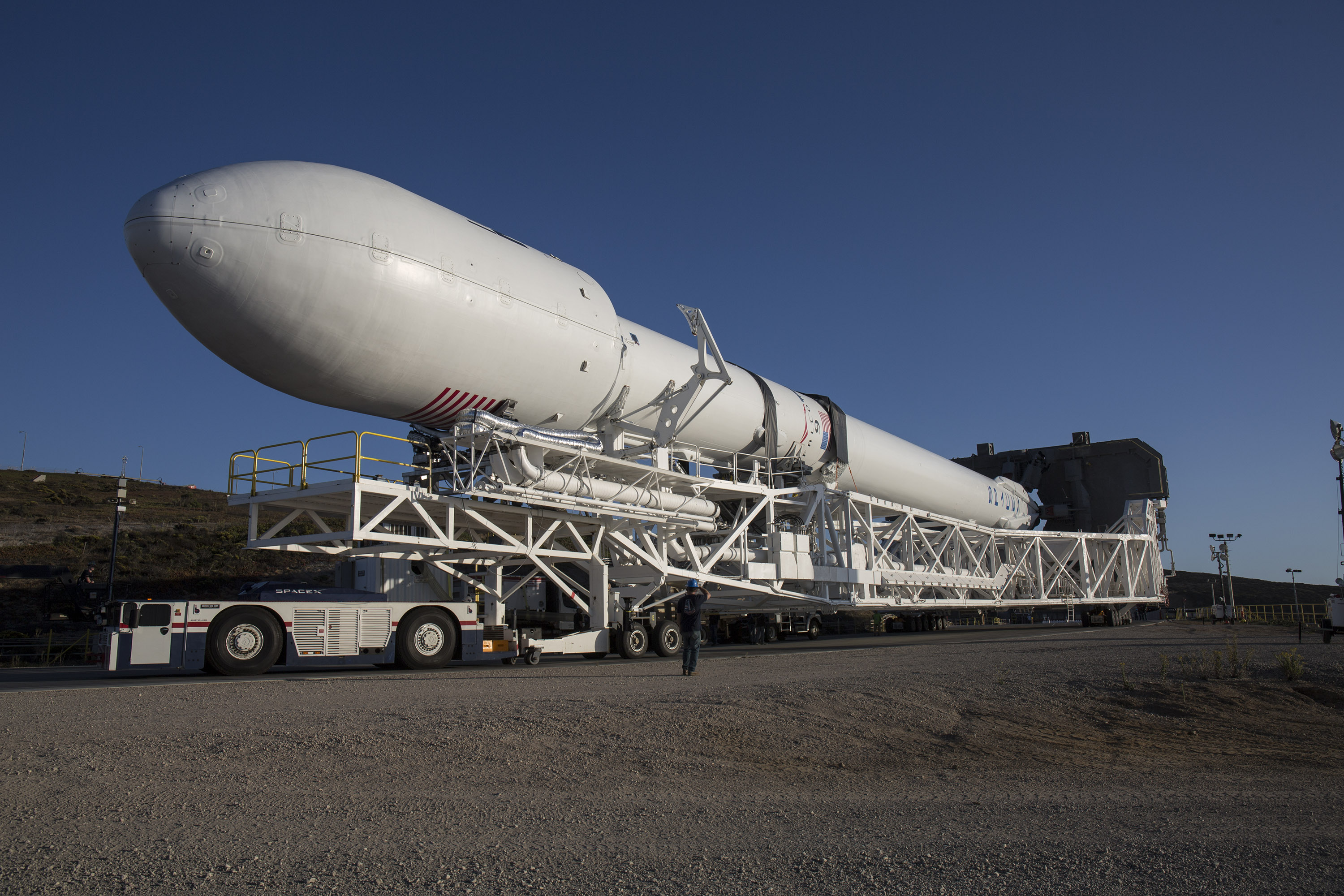
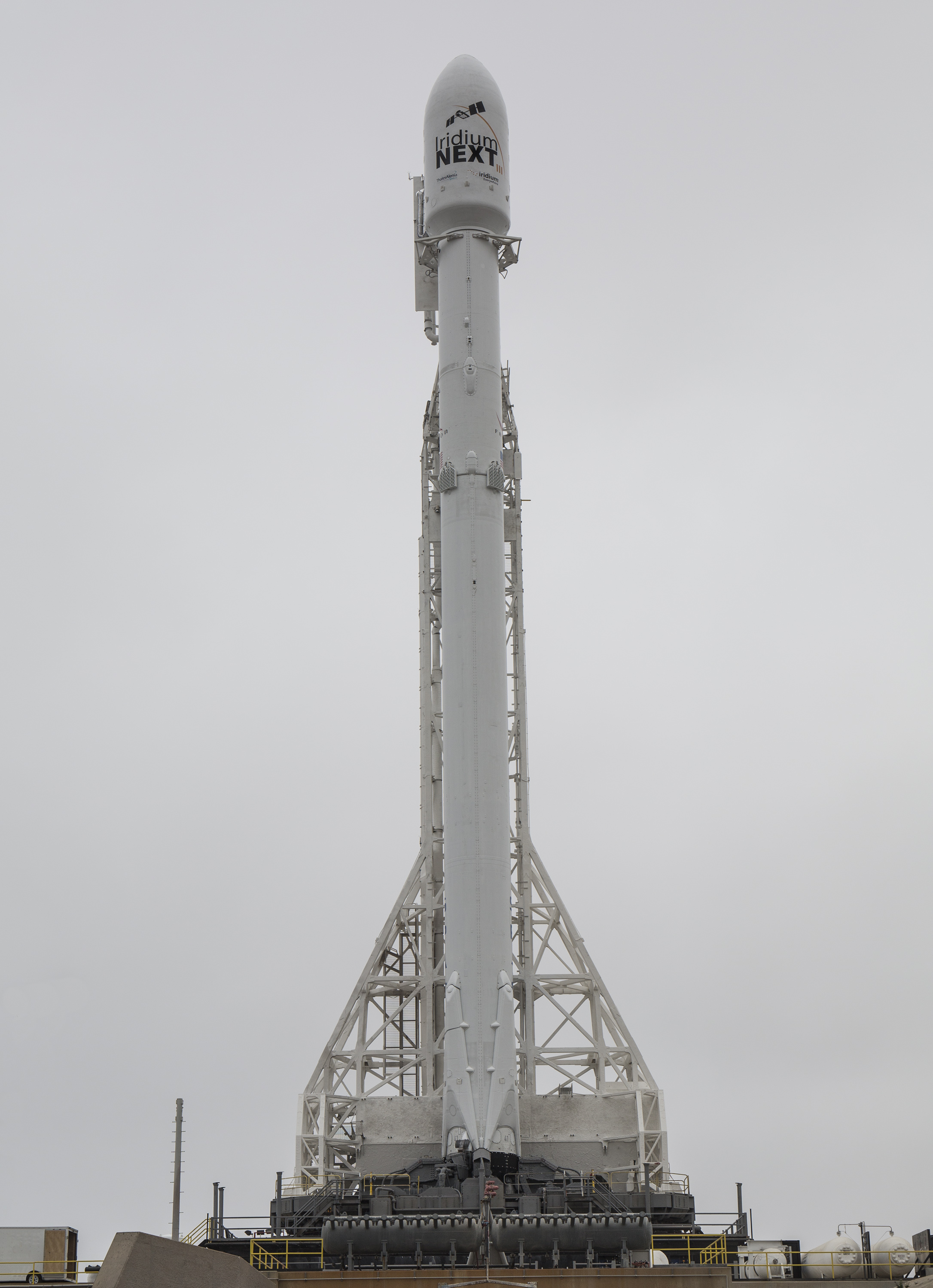
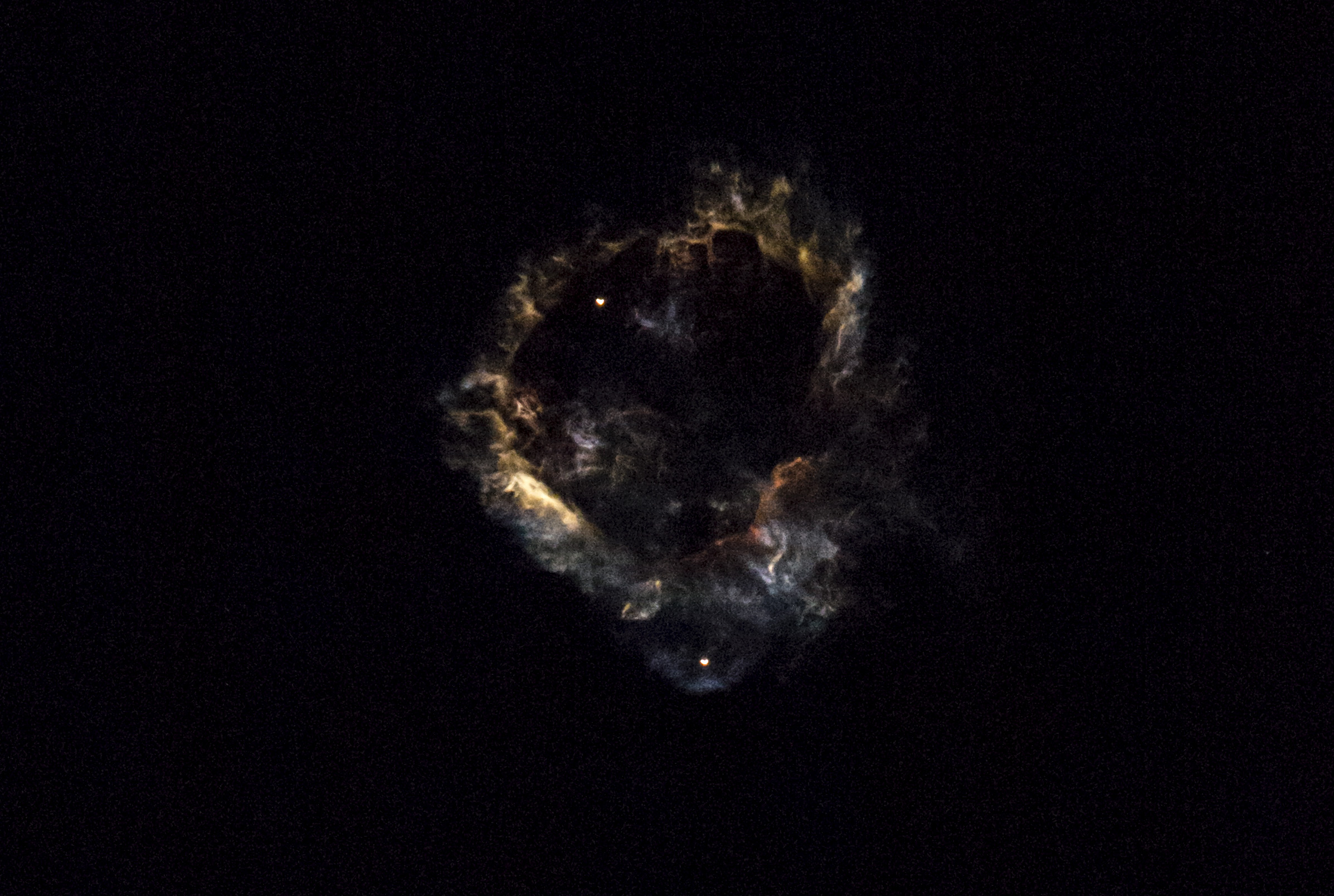

### Iridium-4 (23 декабря 2017)
Четвёртый запуск спутников выполнен 23 декабря 2017 года в 01:27 UTC. Посадка первой ступени не планировалась, поскольку это была ступень ранней версии Block 3. Посадочные опоры отсутствовали, но были установлены решетчатые рули и ступень выполнила контролируемый спуск в океан с целью сбора полётных данных и проведения дополнительных экспериментов.
При запуске повторно использовалась первая ступень, которая до этого вывела вторую партию спутников Iridium Next в июне 2017 года. Изначальный контракт со SpaceX предполагал использование для всех запусков новых ракет-носителей Falcon 9, но компанией Iridium было принято решение выполнить по меньшей мере два ближайших запуска с повторно используемыми первыми ступенями, для ускорения процесса вывода спутниковой группировки.
Спутники запущены во вторую орбитальную плоскость. Восемь из десяти спутников останутся работать в этой плоскости, ещё два аппарата медленно переместятся в первую орбитальную плоскость.

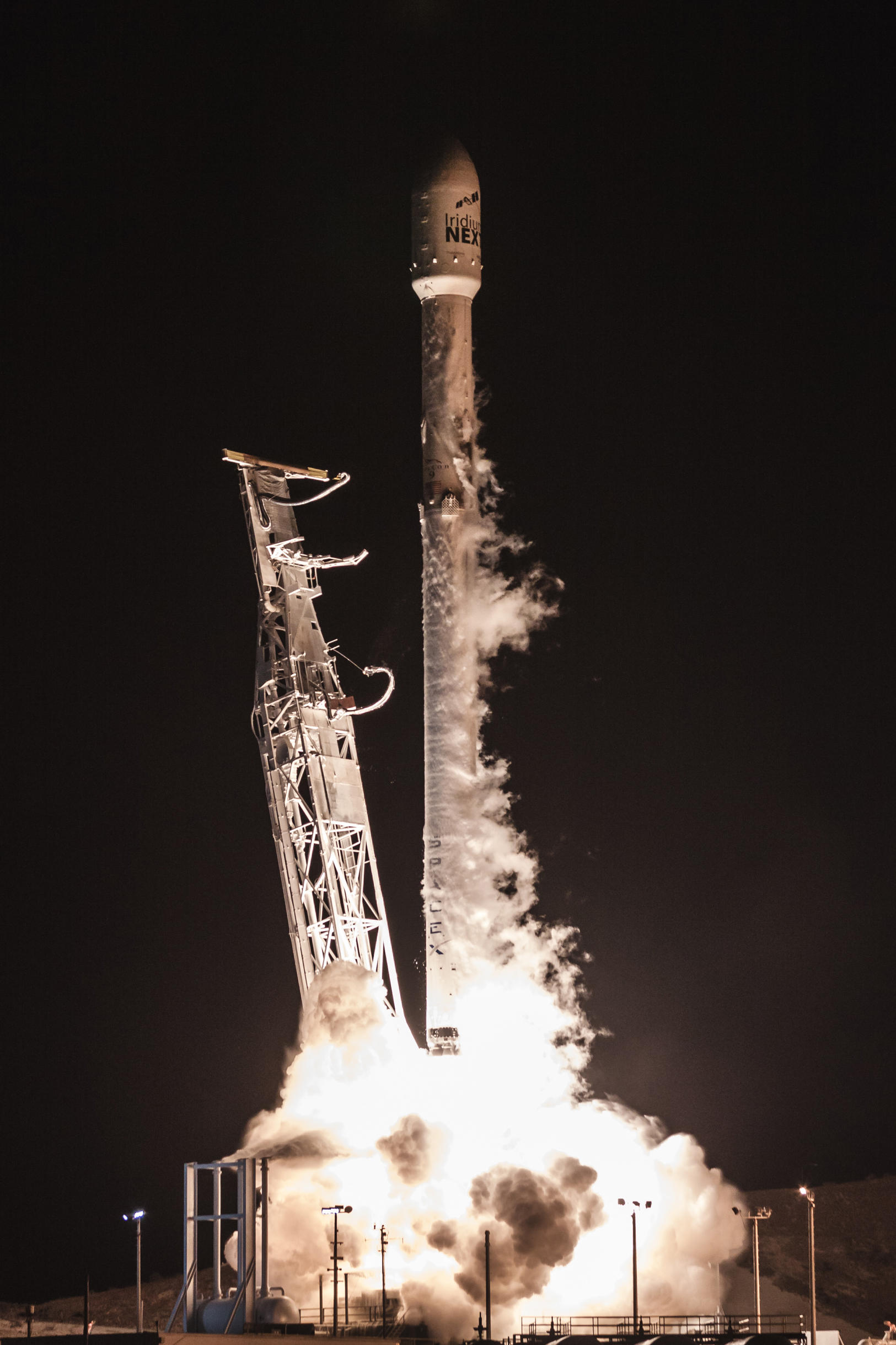
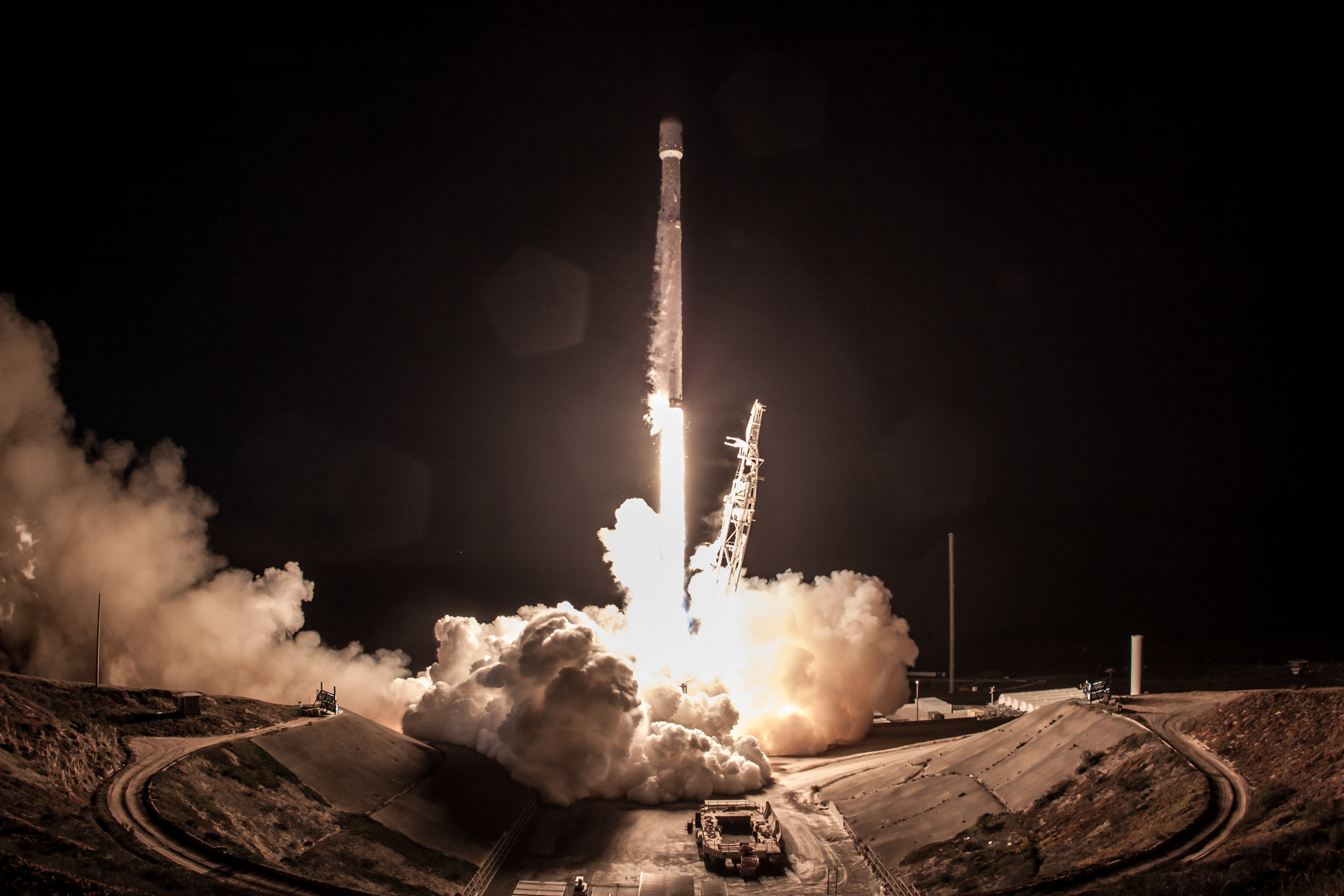
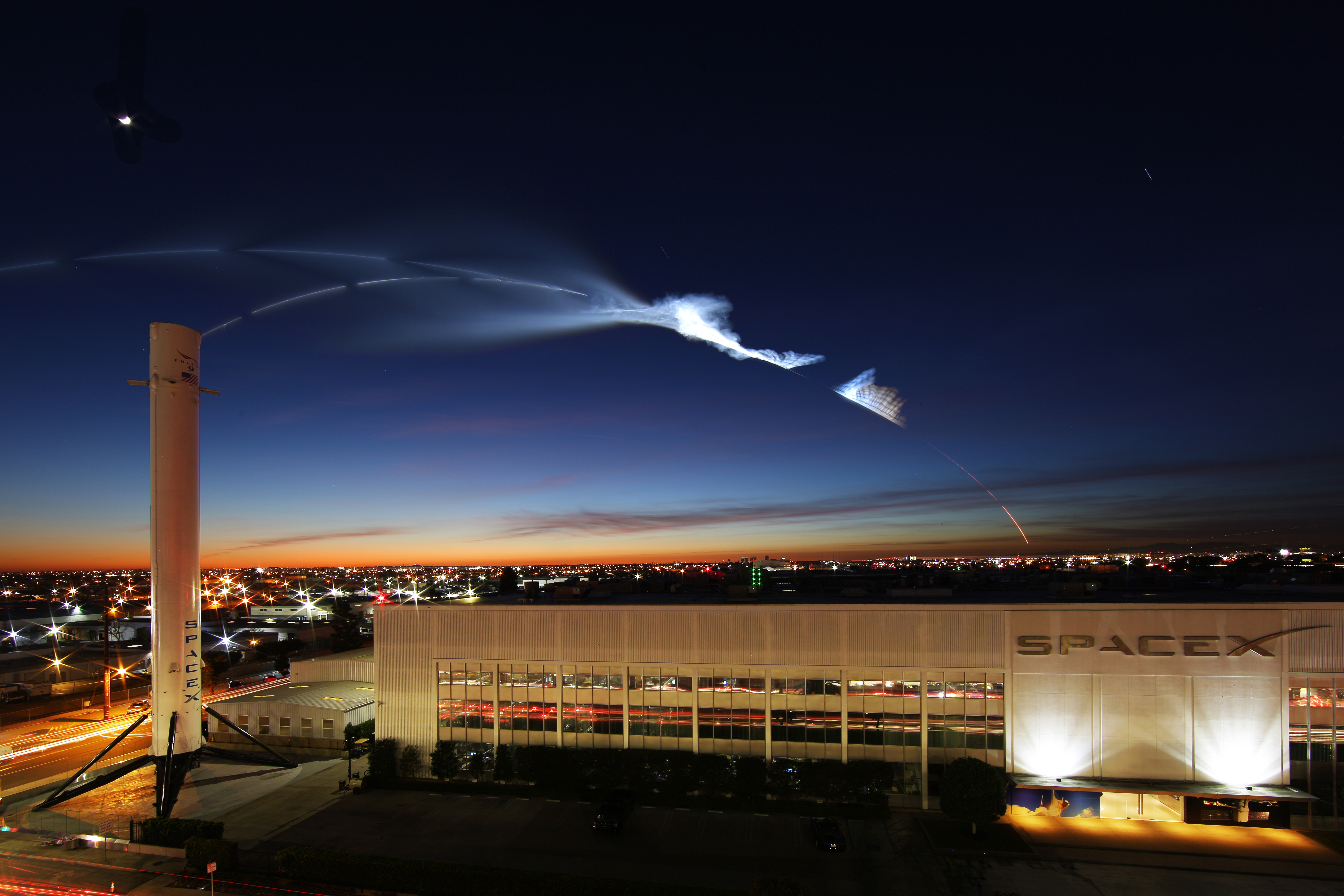

### Iridium-5 (30 марта 2018)
Запуск пятой партии из 10 спутников состоялся 30 марта 2018 года в 14:13 UTC. Посадка первой ступени не проводилась. Повторно использовалась ступень, которая выполняла третий запуск спутников Iridium NEXT в октябре 2017 года.
После запуска компанией SpaceX производилась попытка поймать половину головного обтекателя ракеты-носителя с помощью корабля Mr. Steven, оборудованного растянутой на опорах сеткой. Попытка была неудачной, приводнение произошло на высокой скорости. Парафойл запутался из-за воздушных потоков, создаваемых обтекателем позади себя при полёте в атмосфере.
Все 10 спутников займут своё место в первой орбитальной плоскости.

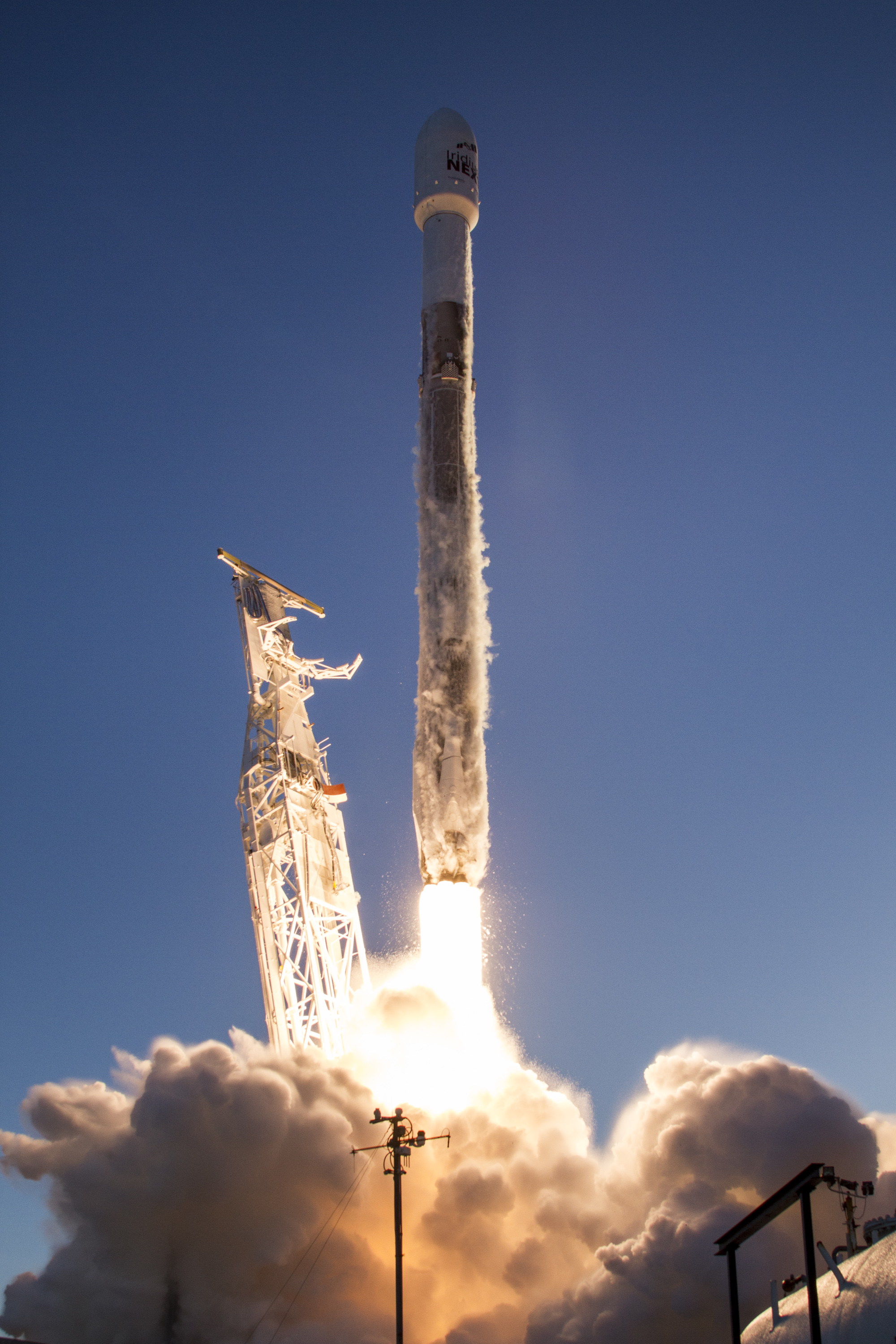
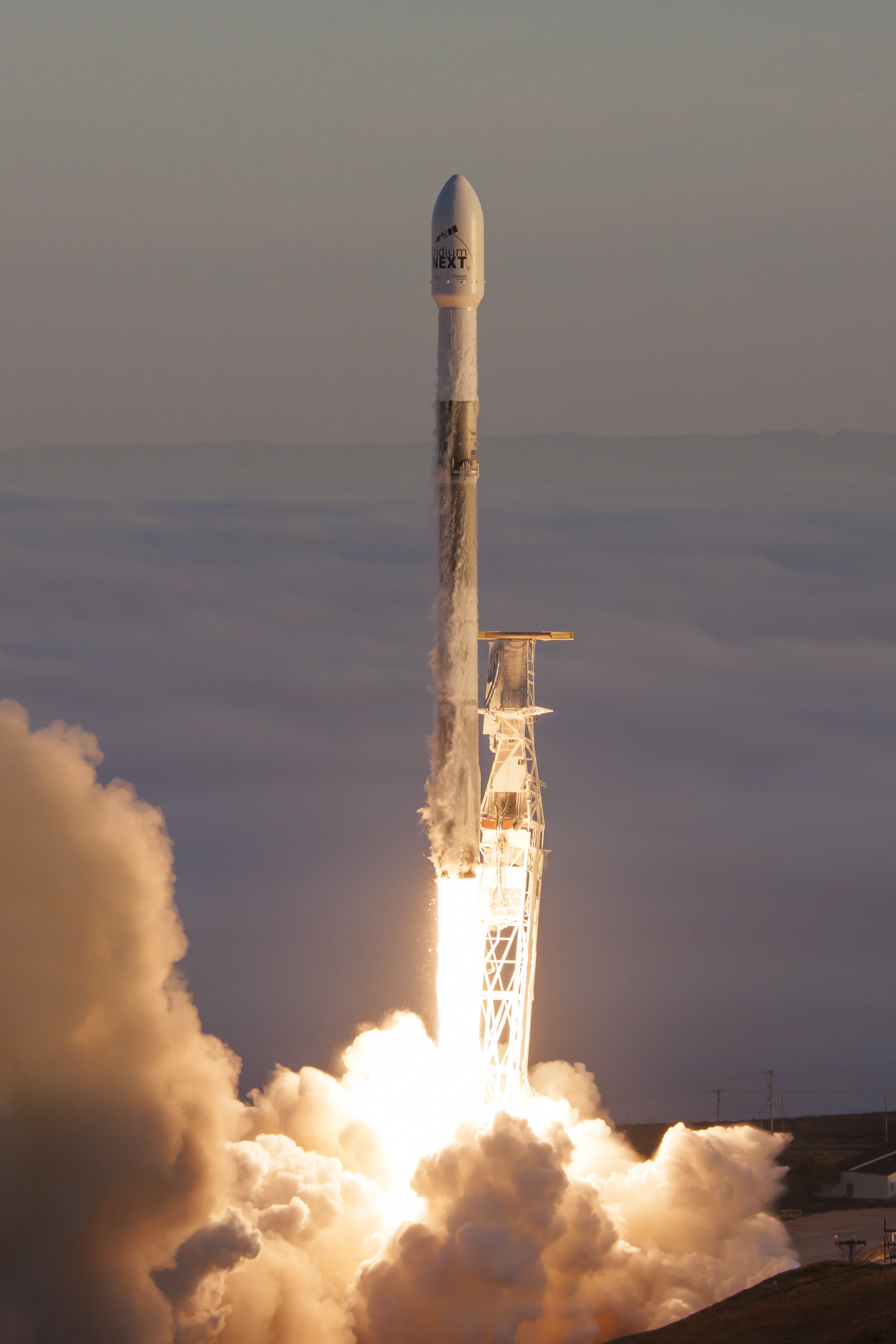
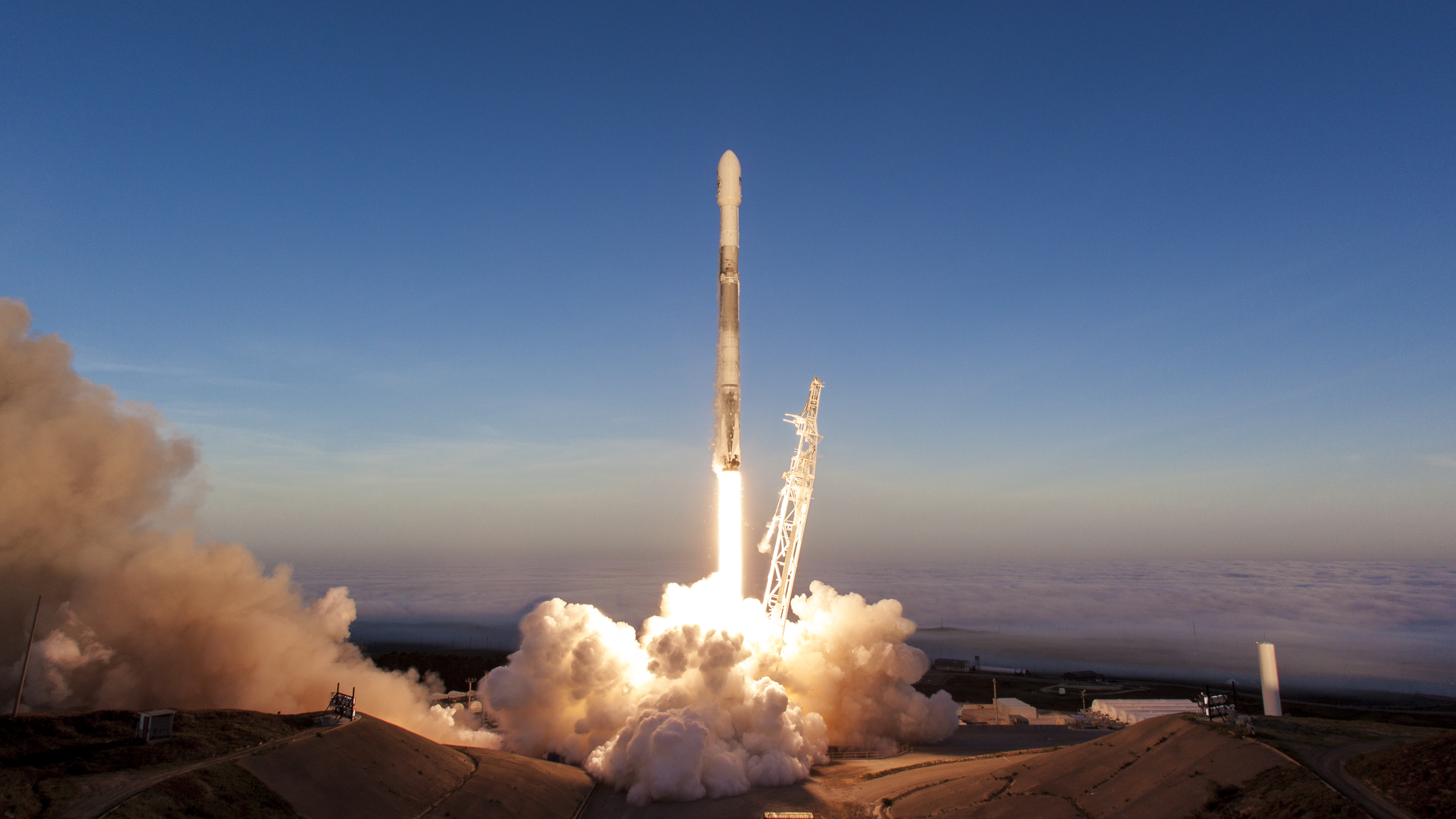

### Iridium-6 (22 мая 2018)
Запуск 5 спутников Iridium NEXT, а также двух спутников NASA GRACE-FO состоялся 22 мая 2018 года, в 19:48 UTC. Спустя 10 минут после запуска спутники GRACE-FO были выведены на орбиту высотой 490 км, наклонением 89°. Через 45 минут после отделения, второй ступенью ракеты-носителя было произведено второе, восьми-секундное зажигание двигателя, что позволило поднять орбиту для отделения спутников Iridium NEXT. Все 5 спутников предназначаются для использования в шестой орбитальной плоскости, 3 из них заменят спутники первого поколения, а ещё 2 будут использоваться в качестве орбитального резерва.
Повторно была использована первая ступень Falcon 9, выполнявшая запуск миссии Zuma в январе 2018 года. Посадка первой ступени не проводилась. SpaceX совершила очередную неудачную попытку поймать одну из двух частей обтекателя с помощью корабля Mr. Steven, оборудованного растянутой на опорах сеткой. Обе половинки обтекателя успешно развернули свои парафойлы, но приземлились в воду.

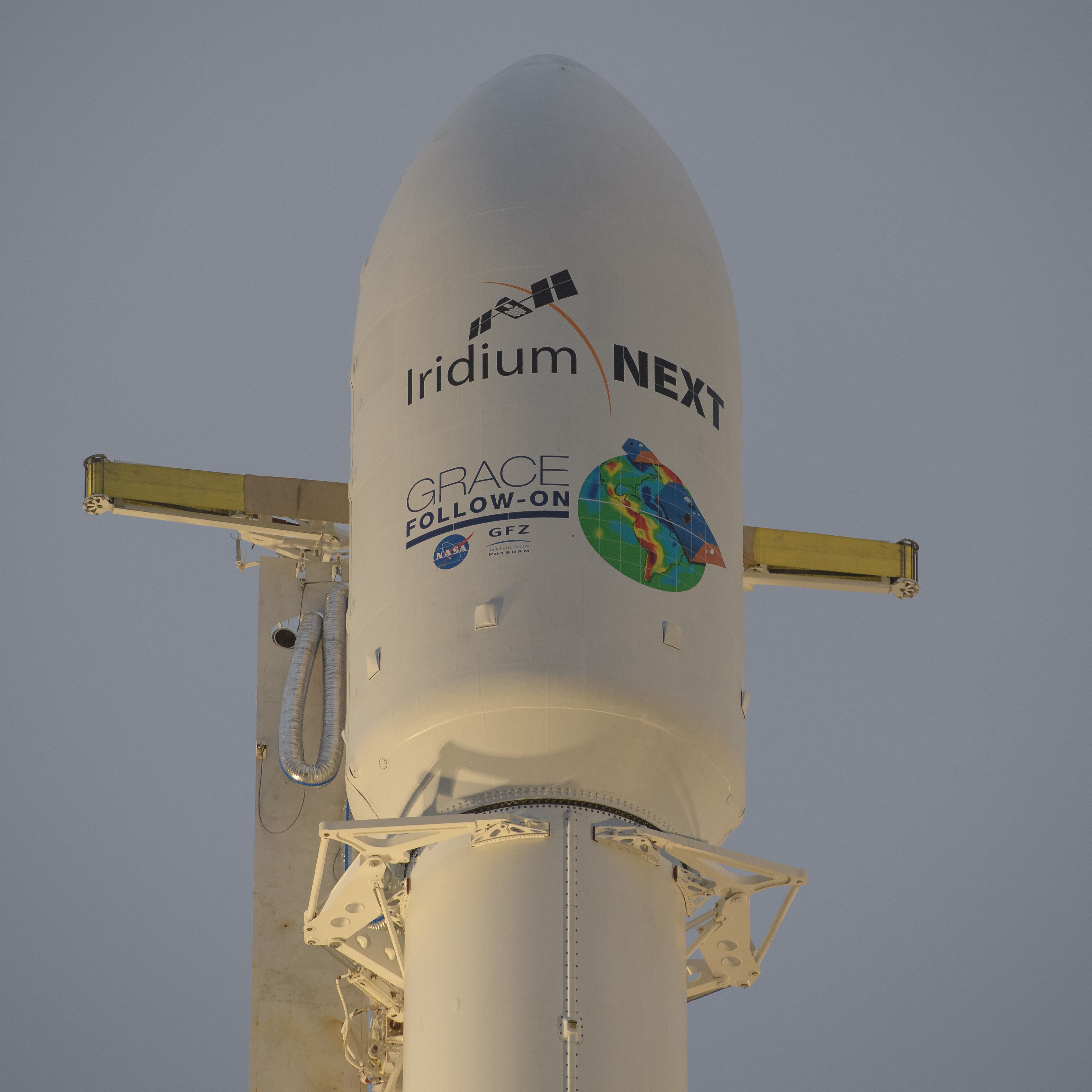
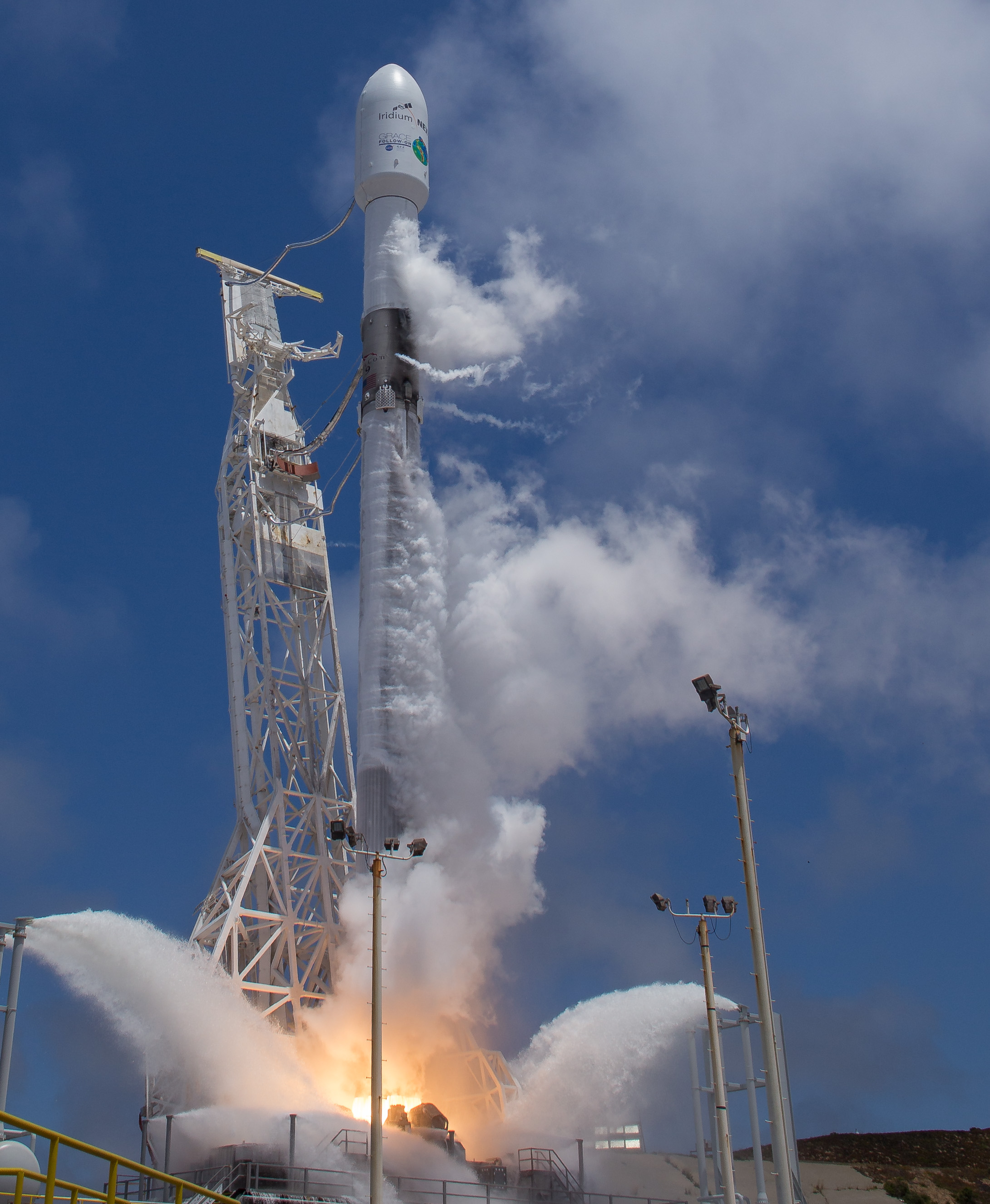
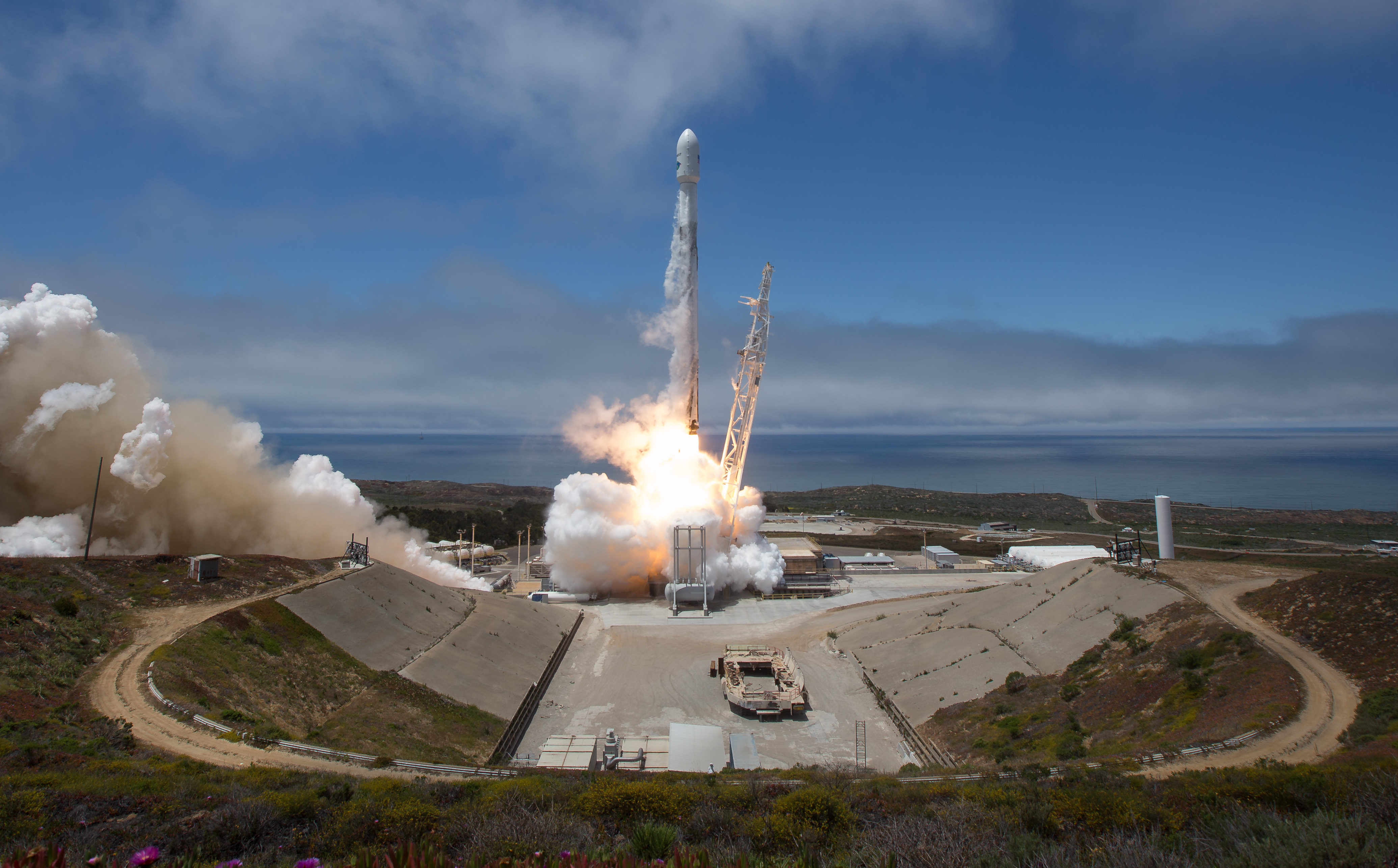
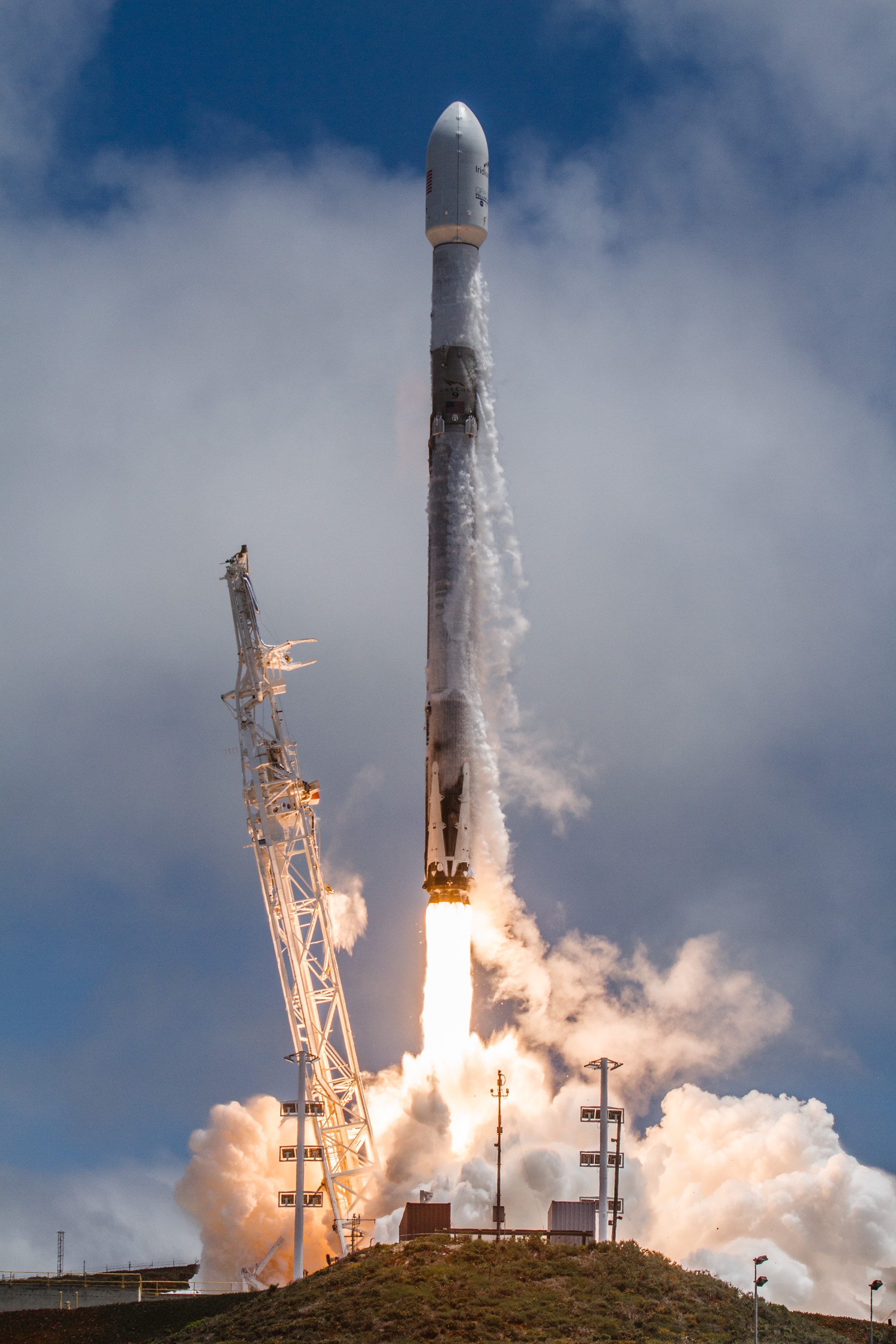

### Iridium-7 (25 июля 2018)
Седьмой запуск спутников Iridium NEXT состоялся 25 июля 2018 года в 11:39 UTC. Все 10 спутников будут использоваться в пятой орбитальной плоскости.
Невзирая на самые неблагоприятные за всю историю посадок погодные условия (сдвиг ветра и высокие волны) в районе приземления, была выполнена успешная посадка первой ступени на платформу «Just Read the Instructions», находившуюся в Тихом океане, в 235 км от точки запуска. Для очередной попытки поймать головной обтекатель корабль Mr. Steven был оборудован увеличенной по площади в 4 раза сеткой, но из-за плохой погоды управление парафойлом было затруднено, и попытка оказалось неуспешной.

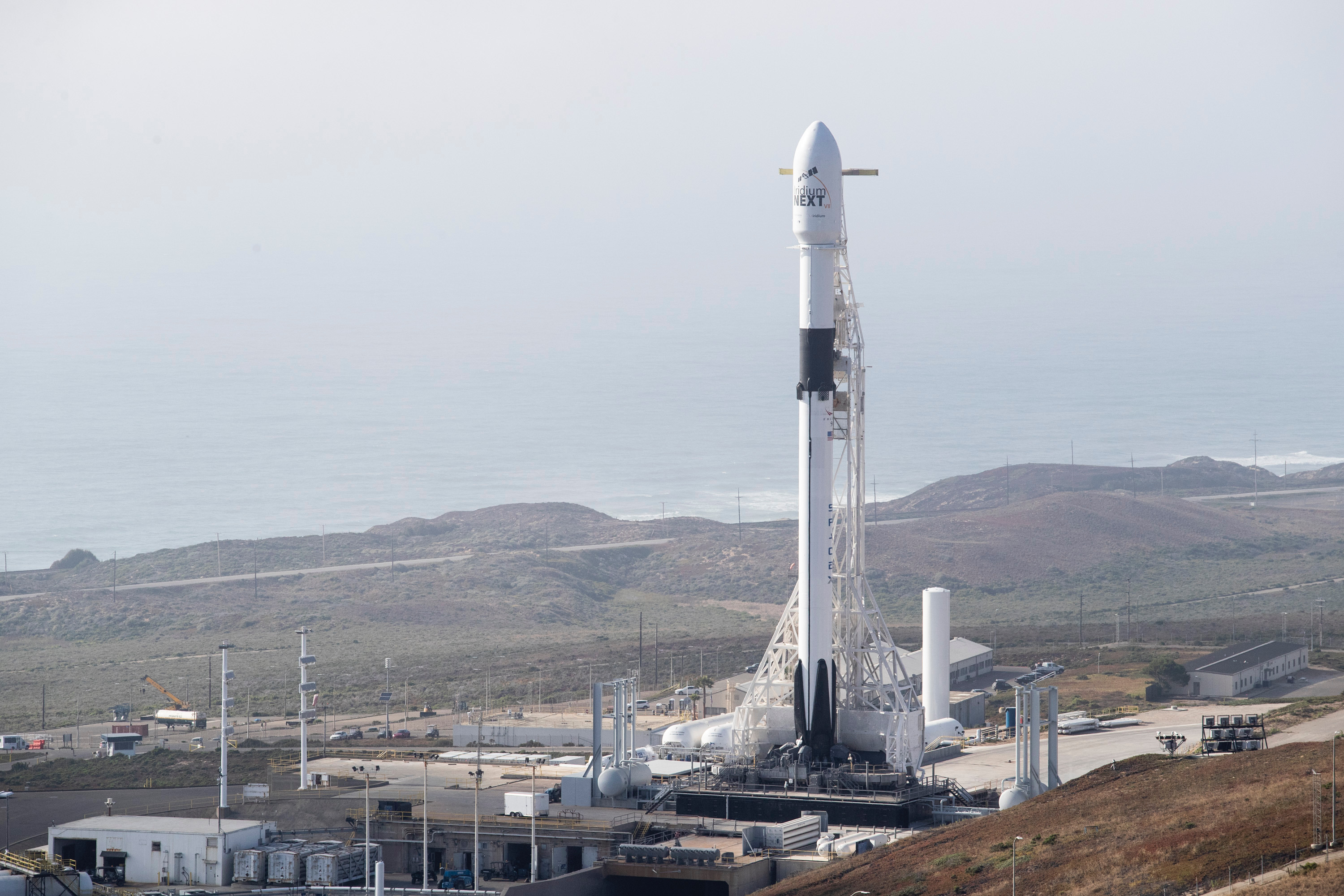
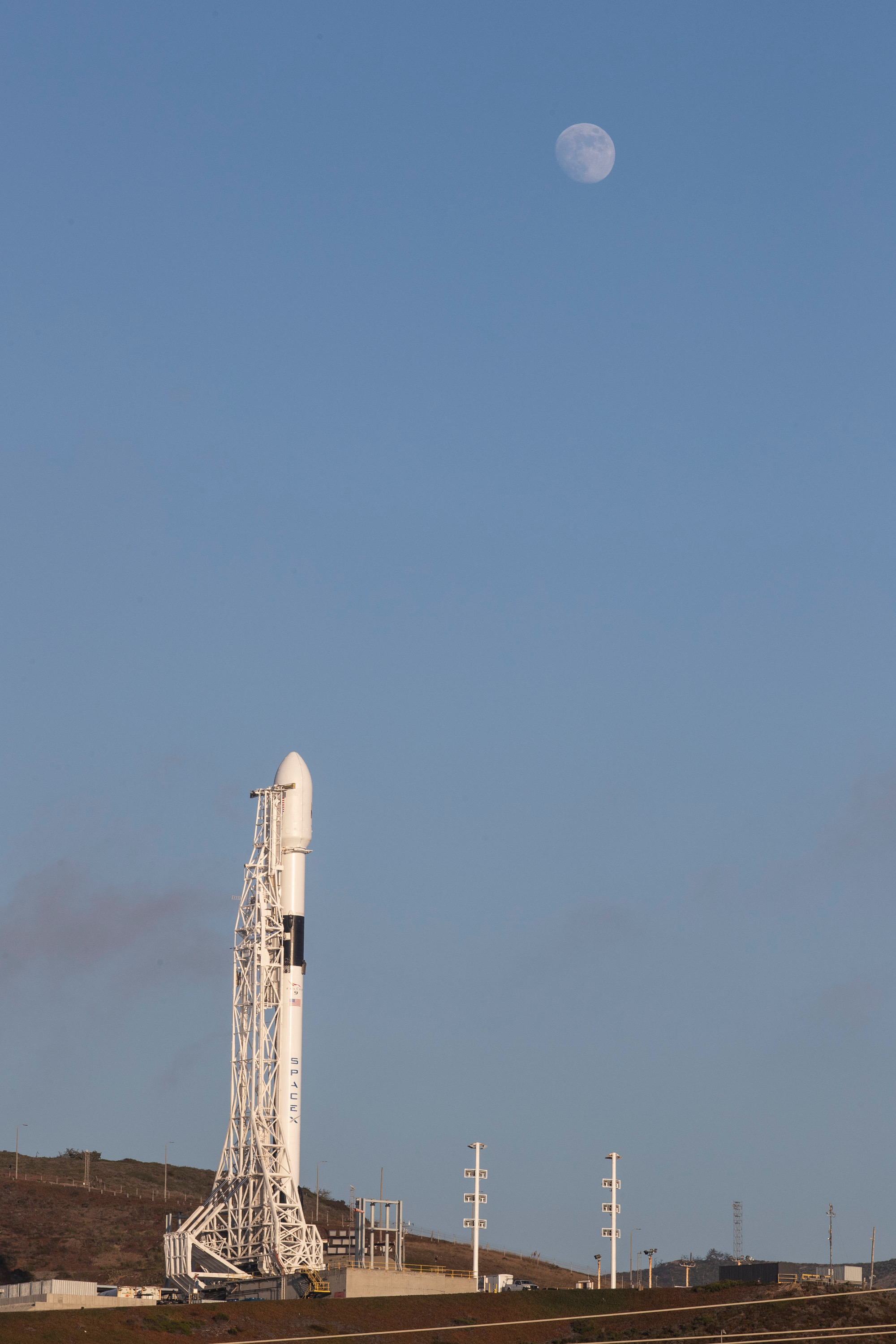
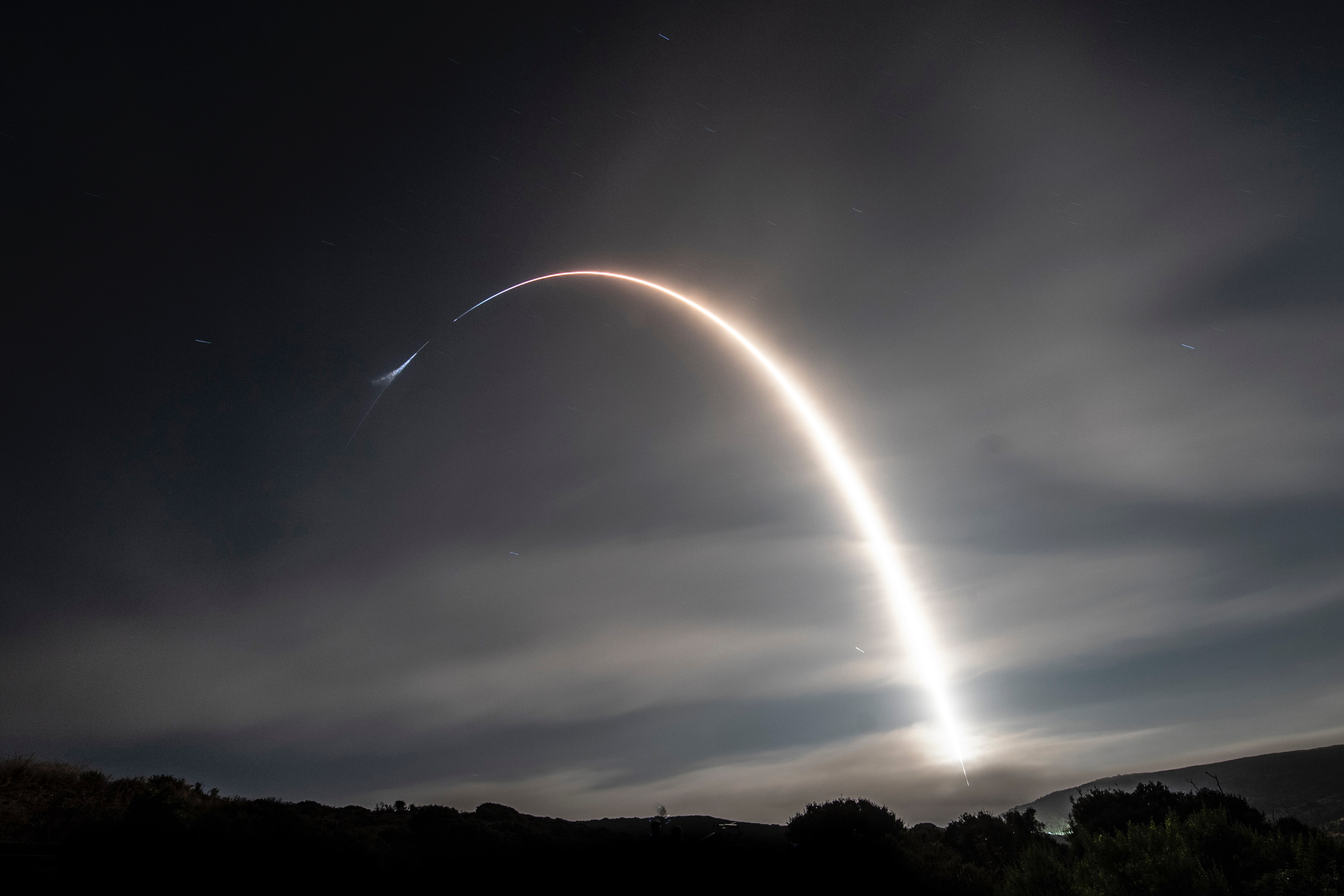

### Iridium-8 (11 января 2019)
Последний, восьмой запуск 10 спутников Iridium NEXT состоялся 11 января 2019 года в 15:31 UTC. Первая ступень успешно выполнила посадку на платформу «Just Read the Instructions», находящуюся в 250 км от стартовой площадки. Использовалась первая ступень, выполнившая до этого запуск спутника связи Telstar 18V в сентябре 2018 года.
Шесть из запущенных спутников будут введены в эксплуатацию в третьей орбитальной плоскости, 4 будут использованы в качестве орбитального резерва.

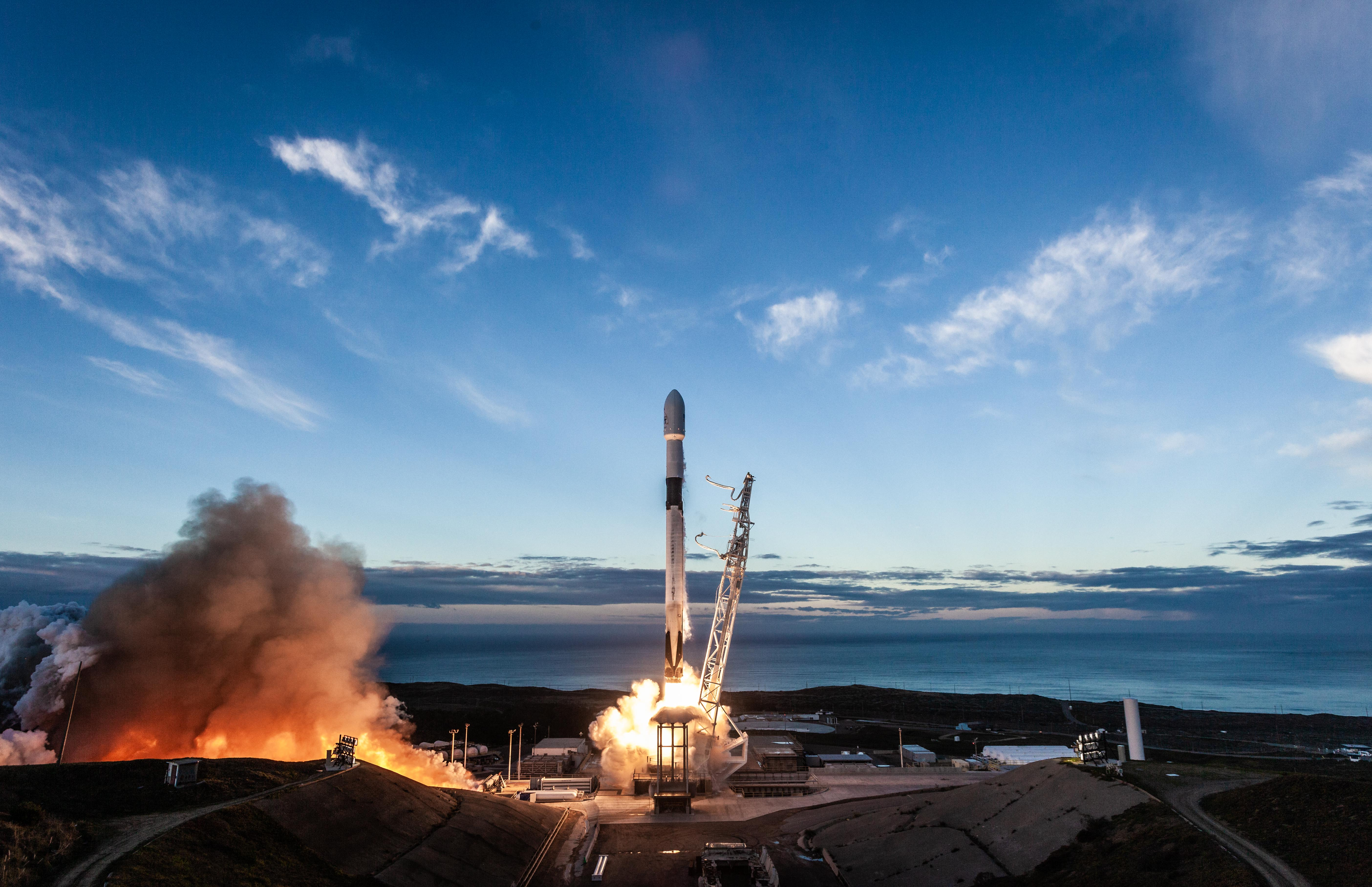
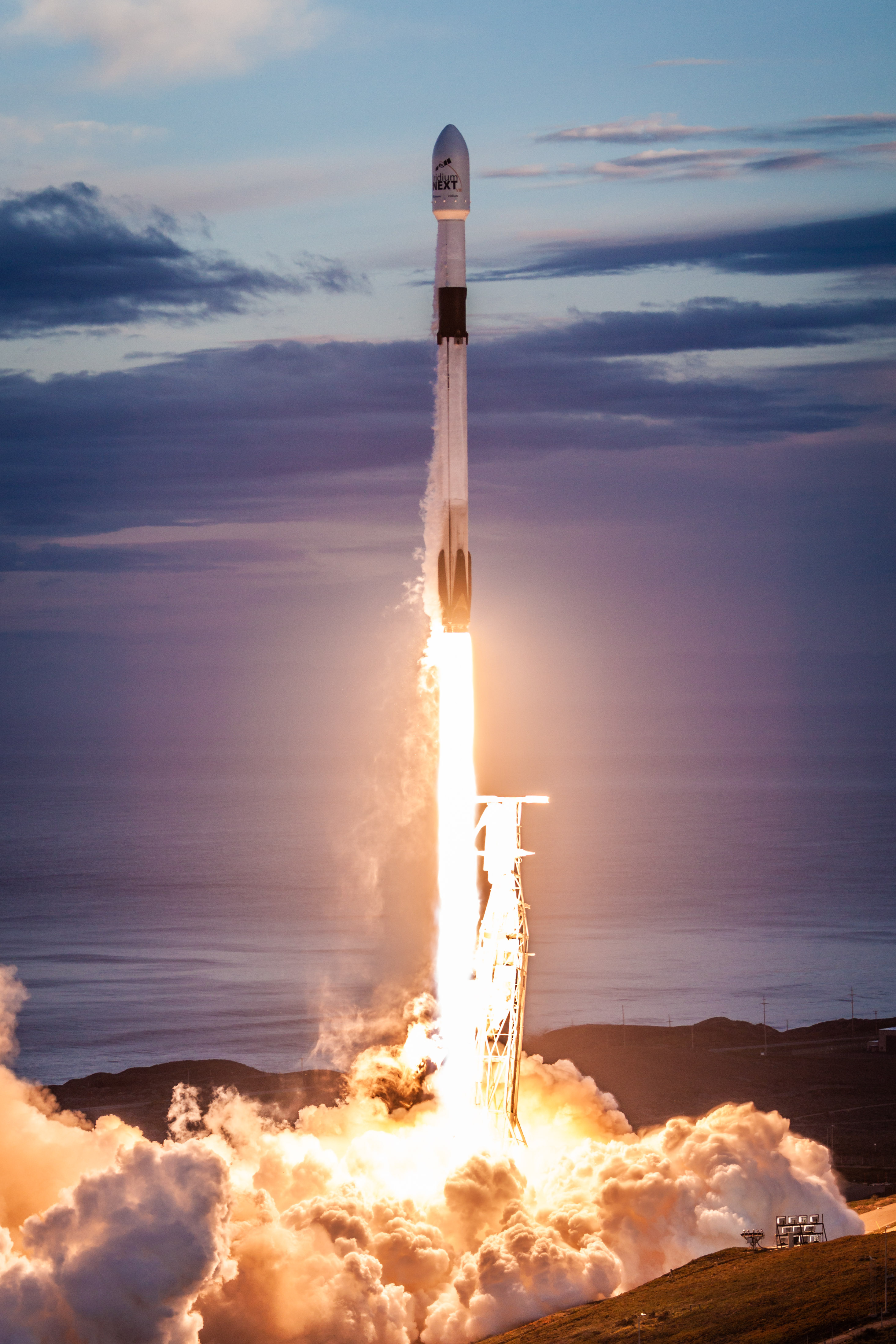
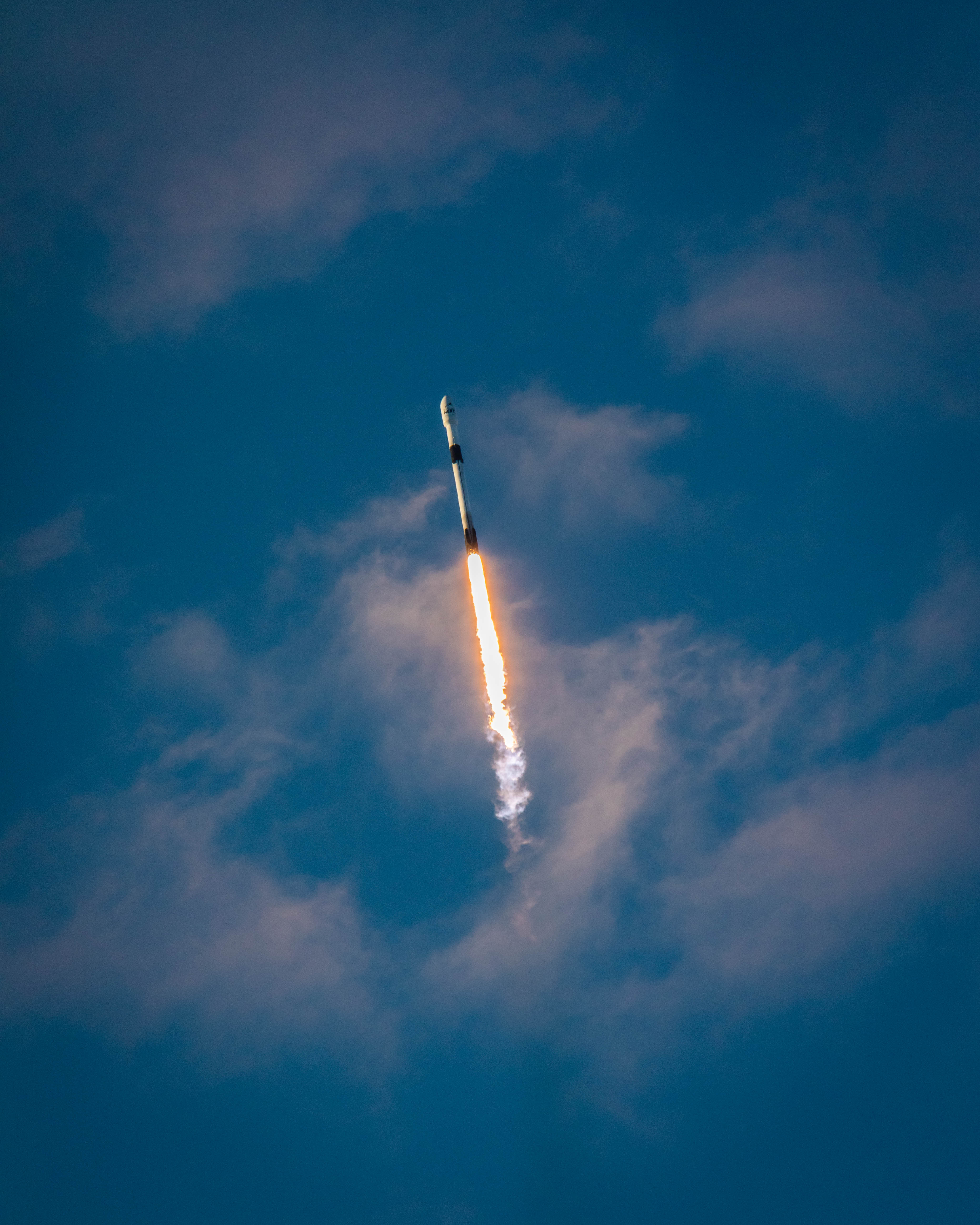

## Список спутников
| Дата, время запуска (UTC) | Ракета-носитель | Спутник           | NSSDC ID  | SCN   | OП | Статус                     |
| ------------------------- | --------------- | ----------------- | --------- | ----- | -- | -------------------------- |
| 14 января 2017, 17:54     | Falcon 9 FT     | Iridium 102       | 2017-003D | 41920 | 6  | действующий                |
| 14 января 2017, 17:54     | Falcon 9 FT     | Iridium 103       | 2017-003B | 41918 | 6  | действующий                |
| 14 января 2017, 17:54     | Falcon 9 FT     | Iridium 104       | 2017-003F | 41922 | 6  | действующий                |
| 14 января 2017, 17:54     | Falcon 9 FT     | Iridium 105       | 2017-003E | 41921 | 5  | действующий                |
| 14 января 2017, 17:54     | Falcon 9 FT     | Iridium 106       | 2017-003A | 41917 | 6  | действующий                |
| 14 января 2017, 17:54     | Falcon 9 FT     | Iridium 108       | 2017-003H | 41924 | 5  | действующий                |
| 14 января 2017, 17:54     | Falcon 9 FT     | Iridium 109       | 2017-003C | 41919 | 6  | действующий                |
| 14 января 2017, 17:54     | Falcon 9 FT     | Iridium 111       | 2017-003K | 41926 | 6  | действующий                |
| 14 января 2017, 17:54     | Falcon 9 FT     | Iridium 112       | 2017-003J | 41925 | 6  | действующий                |
| 14 января 2017, 17:54     | Falcon 9 FT     | Iridium 114       | 2017-003G | 41923 | 6  | действующий                |
| 25 июня 2017, 20:25       | Falcon 9 FT     | Iridium 113       | 2017-039A | 42803 | 2  | действующий                |
| 25 июня 2017, 20:25       | Falcon 9 FT     | Iridium 115       | 2017-039D | 42806 | 2  | орбитальный резерв         |
| 25 июня 2017, 20:25       | Falcon 9 FT     | Iridium 117       | 2017-039F | 42808 | 3  | действующий                |
| 25 июня 2017, 20:25       | Falcon 9 FT     | Iridium 118       | 2017-039E | 42807 | 3  | действующий                |
| 25 июня 2017, 20:25       | Falcon 9 FT     | Iridium 120       | 2017-039C | 42805 | 2  | действующий                |
| 25 июня 2017, 20:25       | Falcon 9 FT     | Iridium 121       | 2017-039K | 42812 | 3  | действующий                |
| 25 июня 2017, 20:25       | Falcon 9 FT     | Iridium 123       | 2017-039B | 42804 | 3  | действующий                |
| 25 июня 2017, 20:25       | Falcon 9 FT     | Iridium 124       | 2017-039H | 42810 | 1  | орбитальный резерв         |
| 25 июня 2017, 20:25       | Falcon 9 FT     | Iridium 126       | 2017-039G | 42809 | 3  | действующий                |
| 25 июня 2017, 20:25       | Falcon 9 FT     | Iridium 128       | 2017-039J | 42811 | 4  | действующий                |
| 9 октября 2017, 12:37     | Falcon 9 FT     | Iridium 107       | 2017-061F | 42960 | 4  | действующий                |
| 9 октября 2017, 12:37     | Falcon 9 FT     | Iridium 119       | 2017-061E | 42959 | 4  | действующий                |
| 9 октября 2017, 12:37     | Falcon 9 FT     | Iridium 122       | 2017-061C | 42957 | 4  | действующий                |
| 9 октября 2017, 12:37     | Falcon 9 FT     | Iridium 125       | 2017-061K | 42964 | 4  | действующий                |
| 9 октября 2017, 12:37     | Falcon 9 FT     | Iridium 127 (100) | 2017-061B | 42956 | 4  | действующий                |
| 9 октября 2017, 12:37     | Falcon 9 FT     | Iridium 129       | 2017-061D | 42958 | 4  | действующий                |
| 9 октября 2017, 12:37     | Falcon 9 FT     | Iridium 132       | 2017-061G | 42961 | 4  | действующий                |
| 9 октября 2017, 12:37     | Falcon 9 FT     | Iridium 133       | 2017-061A | 42955 | 4  | действующий                |
| 9 октября 2017, 12:37     | Falcon 9 FT     | Iridium 136       | 2017-061H | 42962 | 4  | действующий                |
| 9 октября 2017, 12:37     | Falcon 9 FT     | Iridium 139       | 2017-061J | 42963 | 4  | действующий                |
| 23 декабря 2017, 01:27    | Falcon 9 FT     | Iridium 116       | 2017-083C | 43072 | 2  | действующий                |
| 23 декабря 2017, 01:27    | Falcon 9 FT     | Iridium 130       | 2017-083D | 43073 | 2  | действующий                |
| 23 декабря 2017, 01:27    | Falcon 9 FT     | Iridium 131       | 2017-083K | 43079 | 2  | действующий                |
| 23 декабря 2017, 01:27    | Falcon 9 FT     | Iridium 134       | 2017-083F | 43075 | 2  | действующий                |
| 23 декабря 2017, 01:27    | Falcon 9 FT     | Iridium 135       | 2017-083A | 43070 | 2  | действующий                |
| 23 декабря 2017, 01:27    | Falcon 9 FT     | Iridium 137       | 2017-083G | 43076 | 2  | действующий                |
| 23 декабря 2017, 01:27    | Falcon 9 FT     | Iridium 138       | 2017-083B | 43071 | 2  | действующий                |
| 23 декабря 2017, 01:27    | Falcon 9 FT     | Iridium 141       | 2017-083H | 43077 | 2  | действующий                |
| 23 декабря 2017, 01:27    | Falcon 9 FT     | Iridium 151       | 2017-083E | 43074 | 2  | действующий                |
| 23 декабря 2017, 01:27    | Falcon 9 FT     | Iridium 153       | 2017-083J | 43078 | 1  | действующий                |
| 30 марта 2018, 14:13      | Falcon 9 FT     | Iridium 140       | 2018-030D | 43252 | 1  | действующий                |
| 30 марта 2018, 14:13      | Falcon 9 FT     | Iridium 142       | 2018-030H | 43256 | 1  | действующий                |
| 30 марта 2018, 14:13      | Falcon 9 FT     | Iridium 143       | 2018-030K | 43258 | 1  | действующий                |
| 30 марта 2018, 14:13      | Falcon 9 FT     | Iridium 144       | 2018-030A | 43249 | 1  | действующий                |
| 30 марта 2018, 14:13      | Falcon 9 FT     | Iridium 145       | 2018-030E | 43253 | 1  | действующий                |
| 30 марта 2018, 14:13      | Falcon 9 FT     | Iridium 146       | 2018-030F | 43254 | 1  | действующий                |
| 30 марта 2018, 14:13      | Falcon 9 FT     | Iridium 148       | 2018-030G | 43255 | 1  | действующий                |
| 30 марта 2018, 14:13      | Falcon 9 FT     | Iridium 149       | 2018-030B | 43250 | 1  | действующий                |
| 30 марта 2018, 14:13      | Falcon 9 FT     | Iridium 150       | 2018-030J | 43257 | 1  | действующий                |
| 30 марта 2018, 14:13      | Falcon 9 FT     | Iridium 157       | 2018-030C | 43251 | 1  | действующий                |
| 22 мая 2018, 19:47        | Falcon 9 FT     | Iridium 110       | 2018-047F | 43481 | 6  | действующий                |
| 22 мая 2018, 19:47        | Falcon 9 FT     | Iridium 147       | 2018-047E | 43480 | 6  | действующий                |
| 22 мая 2018, 19:47        | Falcon 9 FT     | Iridium 152       | 2018-047D | 43479 | 6  | действующий                |
| 22 мая 2018, 19:47        | Falcon 9 FT     | Iridium 161       | 2018-047C | 43478 | 6  | орбитальный резерв         |
| 22 мая 2018, 19:47        | Falcon 9 FT     | Iridium 162       | 2018-047G | 43482 | 6  | орбитальный резерв         |
| 25 июля 2018, 11:39       | Falcon 9 FT     | Iridium 154       | 2018-061F | 43574 | 5  | действующий                |
| 25 июля 2018, 11:39       | Falcon 9 FT     | Iridium 155       | 2018-061E | 43573 | 5  | действующий                |
| 25 июля 2018, 11:39       | Falcon 9 FT     | Iridium 156       | 2018-061H | 43576 | 5  | действующий                |
| 25 июля 2018, 11:39       | Falcon 9 FT     | Iridium 158       | 2018-061C | 43571 | 5  | действующий                |
| 25 июля 2018, 11:39       | Falcon 9 FT     | Iridium 159       | 2018-061K | 43578 | 5  | действующий                |
| 25 июля 2018, 11:39       | Falcon 9 FT     | Iridium 160       | 2018-061A | 43569 | 5  | действующий                |
| 25 июля 2018, 11:39       | Falcon 9 FT     | Iridium 163       | 2018-061G | 43575 | 5  | действующий                |
| 25 июля 2018, 11:39       | Falcon 9 FT     | Iridium 164       | 2018-061J | 43577 | 5  | действующий                |
| 25 июля 2018, 11:39       | Falcon 9 FT     | Iridium 165       | 2018-061D | 43572 | 5  | действующий                |
| 25 июля 2018, 11:39       | Falcon 9 FT     | Iridium 166       | 2018-061B | 43570 | 5  | действующий                |
| 11 января 2019, 15:31     | Falcon 9 FT     | Iridium 167       | 2019-002K | 43931 | 3  | действующий                |
| 11 января 2019, 15:31     | Falcon 9 FT     | Iridium 168       | 2019-002C | 43924 | 3  | действующий                |
| 11 января 2019, 15:31     | Falcon 9 FT     | Iridium 169       | 2019-002E | 43926 |    | перемещается в плоскость 4 |
| 11 января 2019, 15:31     | Falcon 9 FT     | Iridium 170       | 2019-002J | 43930 | 3  | орбитальный резерв         |
| 11 января 2019, 15:31     | Falcon 9 FT     | Iridium 171       | 2019-002H | 43929 | 3  | действующий                |
| 11 января 2019, 15:31     | Falcon 9 FT     | Iridium 172       | 2019-002F | 43927 | 3  | действующий                |
| 11 января 2019, 15:31     | Falcon 9 FT     | Iridium 173       | 2019-002D | 43925 | 3  | действующий                |
| 11 января 2019, 15:31     | Falcon 9 FT     | Iridium 175       | 2019-002G | 43928 | 3  | орбитальный резерв         |
| 11 января 2019, 15:31     | Falcon 9 FT     | Iridium 176       | 2019-002B | 43923 | 3  | орбитальный резерв         |
| 11 января 2019, 15:31     | Falcon 9 FT     | Iridium 180       | 2019-002A | 43922 | 3  | действующий                |